# Völkermord an den Armeniern
Der Völkermord an den Armeniern, auch Armenozid oder von den Armeniern selbst Aghet (Աղետ, Katastrophe) genannt, war einer der ersten systematischen Genozide des 20. Jahrhunderts. Er geschah während des Ersten Weltkrieges unter Verantwortung der jungtürkischen, vom Komitee für Einheit und Fortschritt gebildeten Regierung des Osmanischen Reichs. Bei Massakern und Todesmärschen, die im Wesentlichen in den Jahren 1915 und 1916 stattfanden, kamen je nach Schätzung zwischen 300.000 und mehr als 1,5 Millionen Menschen zu Tode. Die Schätzungen zur Zahl der Armenier, die während der Verfolgungen in den zwei Jahrzehnten zuvor getötet worden waren, variieren zwischen 80.000 und 300.000.
Das Geschehen ist durch umfangreiches dokumentarisches Material aus unterschiedlichen Quellen belegt, zum Beispiel durch den Bericht von Johannes Lepsius oder die Fotosammlung von Armin T. Wegner. Weltweit erkennen die weitaus meisten Historiker diesen Völkermord daher als Tatsache an. Die Armenier sehen in ihm ein ungesühntes Unrecht und fordern seit Jahrzehnten ein angemessenes Gedenken auch in der Türkei. Dagegen bestreiten die offizielle türkische Geschichtsschreibung und die Regierung der aus dem Osmanischen Reich hervorgegangenen Republik Türkei, dass es sich um einen Völkermord gehandelt habe. Sie bezeichnen die Deportationen als „kriegsbedingte Sicherheitsmaßnahmen“, die notwendig geworden seien, da die Armenier das Osmanische Reich verraten, seine damaligen Kriegsgegner unterstützt und ihrerseits Massaker an Muslimen begangen hätten. Die Todesfälle führen sie auf ungünstige Umstände und lediglich vereinzelte Übergriffe zurück. Die Auseinandersetzung um die Anerkennung des Genozids als historische Tatsache belastet bis heute die Beziehungen zwischen der Türkei einerseits und Armenien sowie zahlreichen westlichen Staaten andererseits.

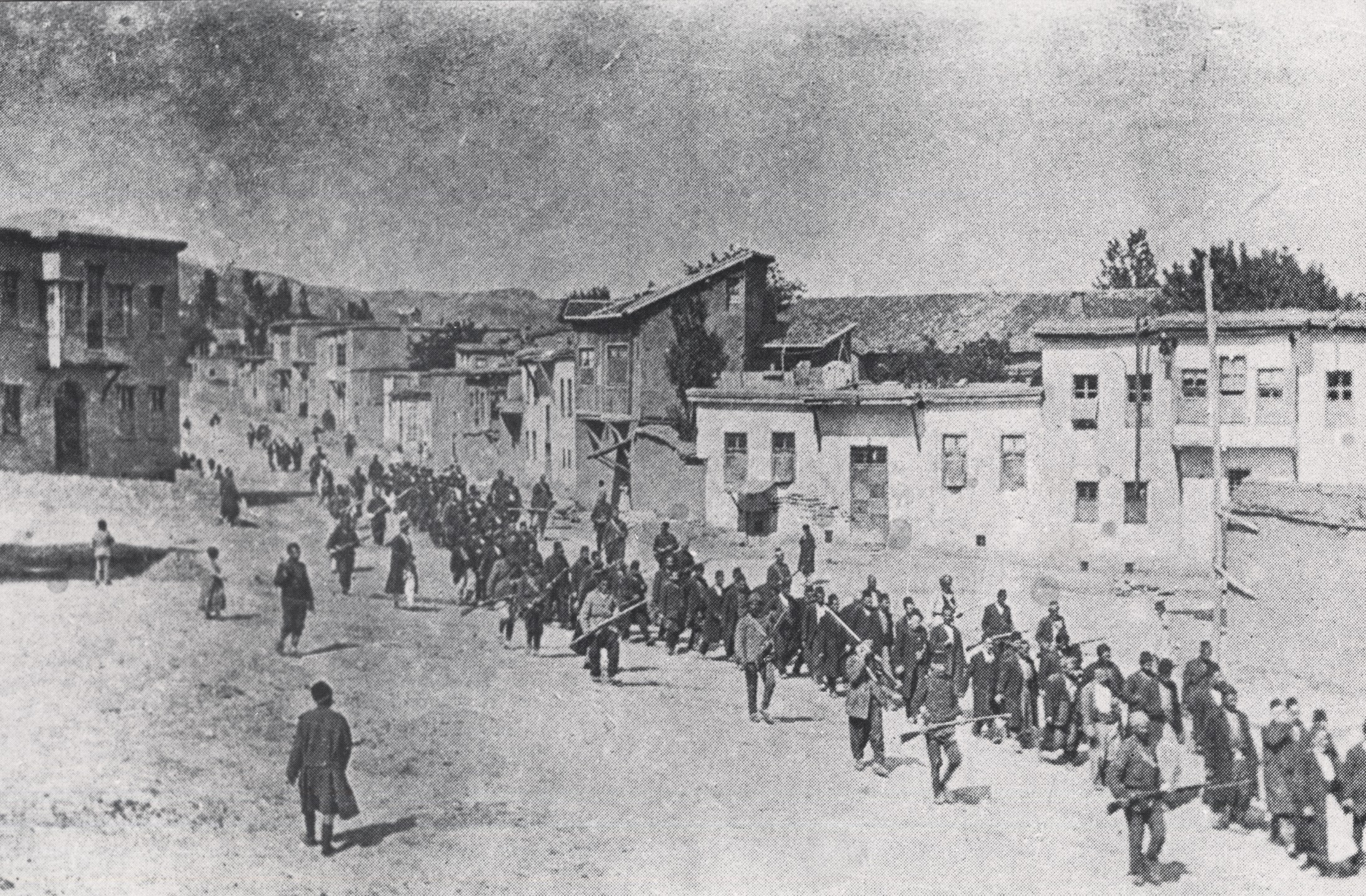
Foto von Armin T. Wegner Armenier werden im Mai 1915 von bewaffneten Wachen aus Karphert (türkisch: Harput) weggeführt. Die Gebildeten und Einflussreichen der Stadt waren selektiert worden, um sie am nächsten geeigneten Ort zu ermorden.

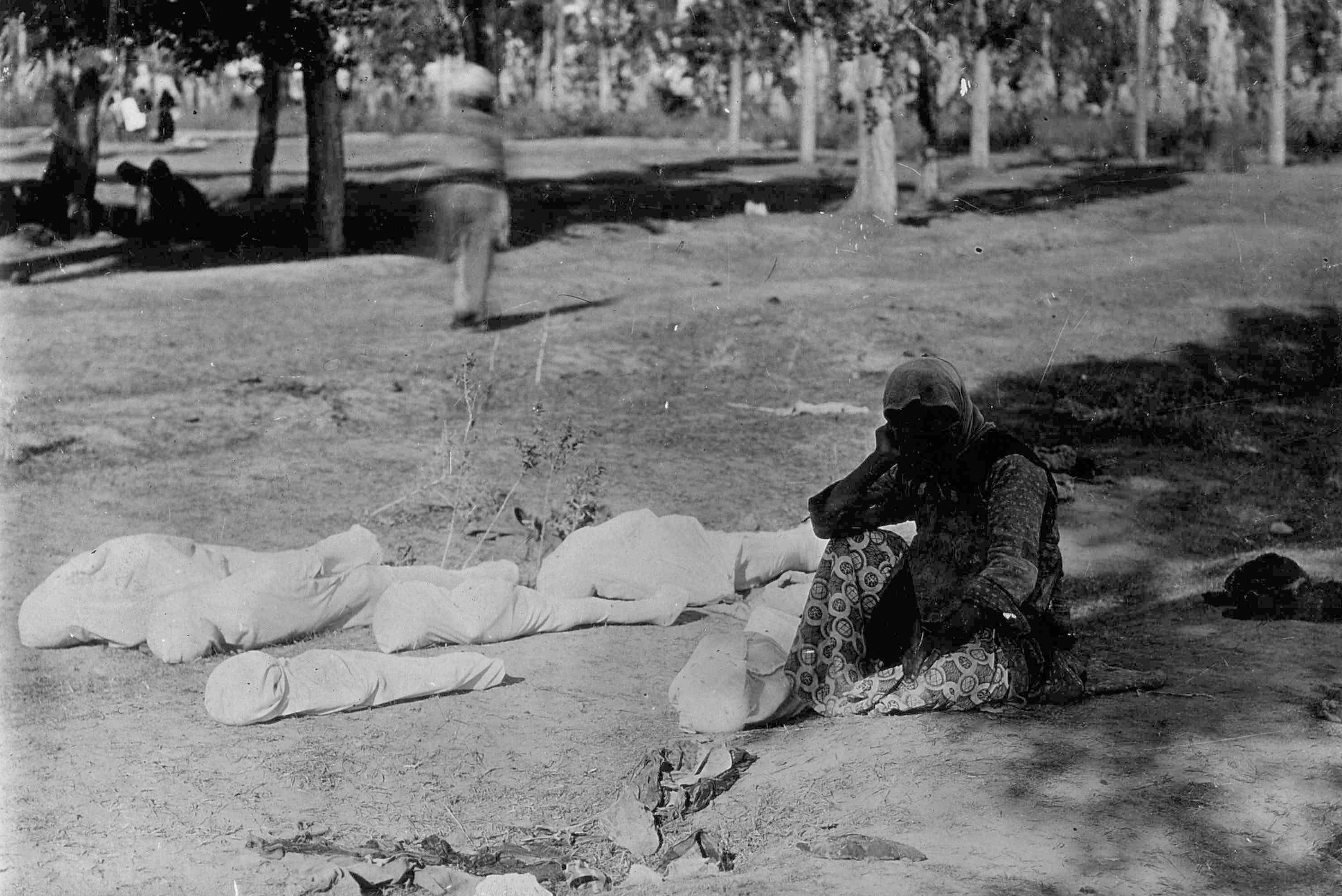
Trauernde armenische Mutter neben den Leichen ihrer fünf Kinder (aus: Tagebuch von Maria Jacobsen, 1907–1919)

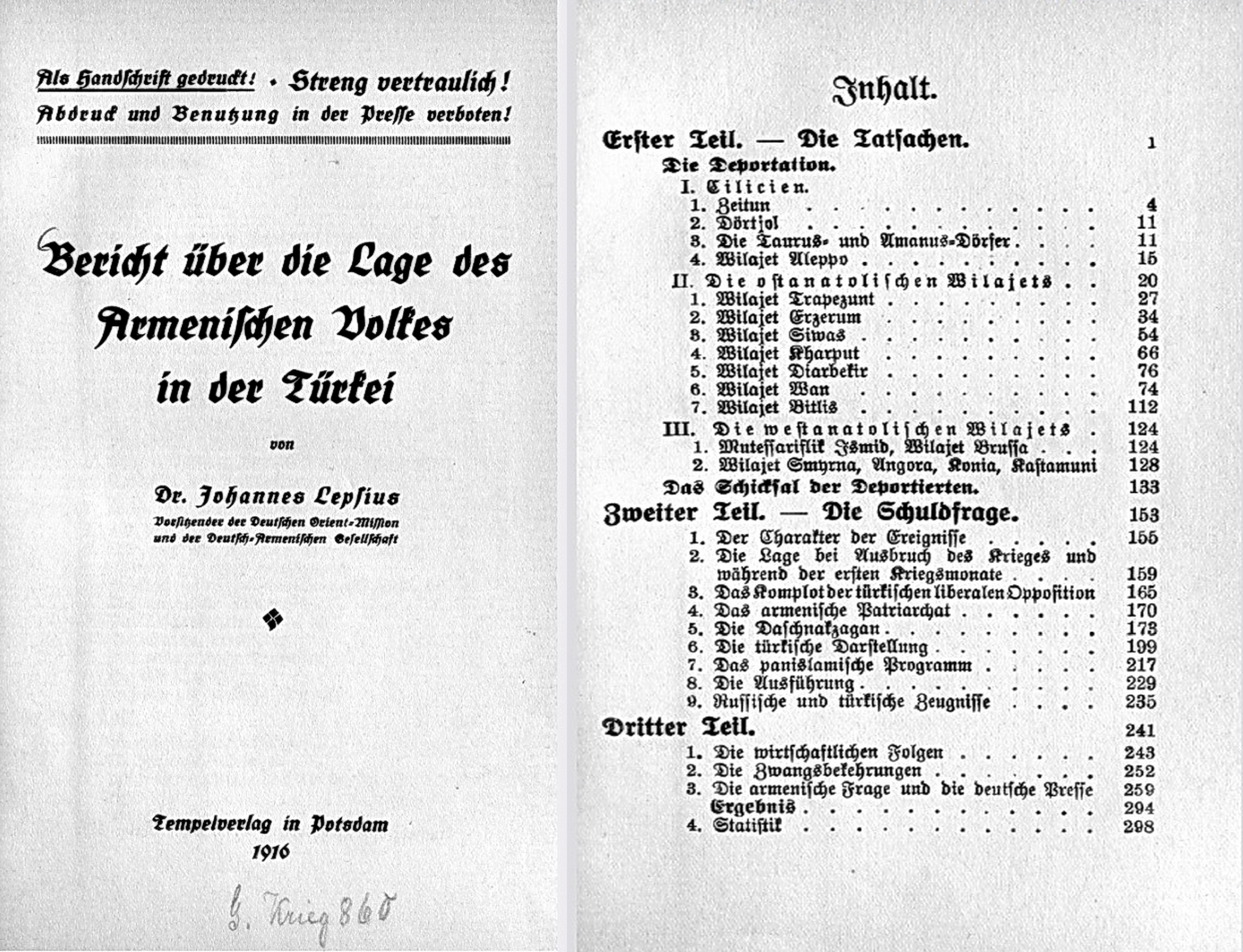
Titelblatt und Inhaltsangabe der Dokumentation von Johannes Lepsius, 1916

## Vorgeschichte

### Gesellschaftsstruktur und Demographie

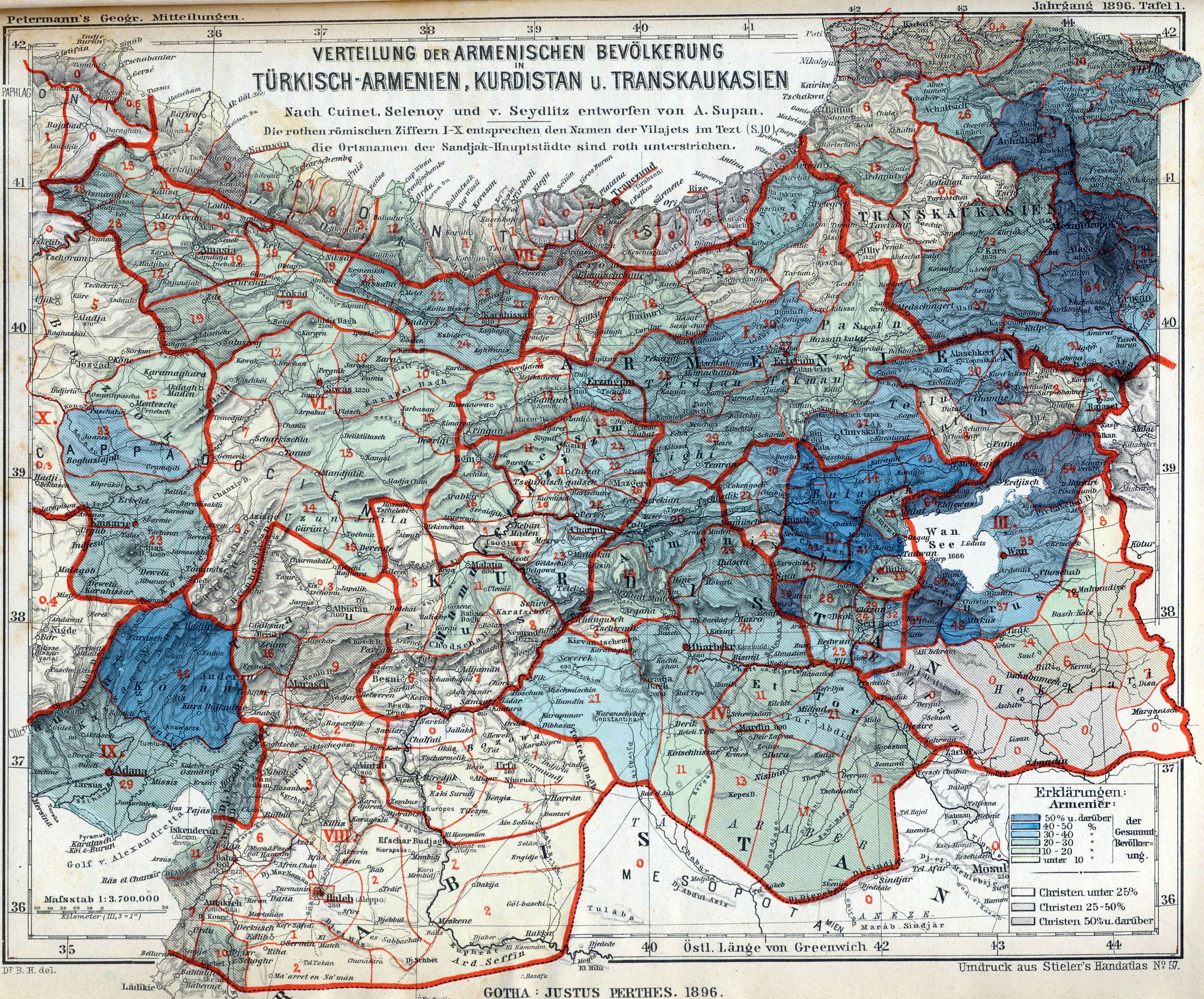
Armenisch besiedelte Regionen 1896; Karte aus Petermanns Geographischen Mitteilungen

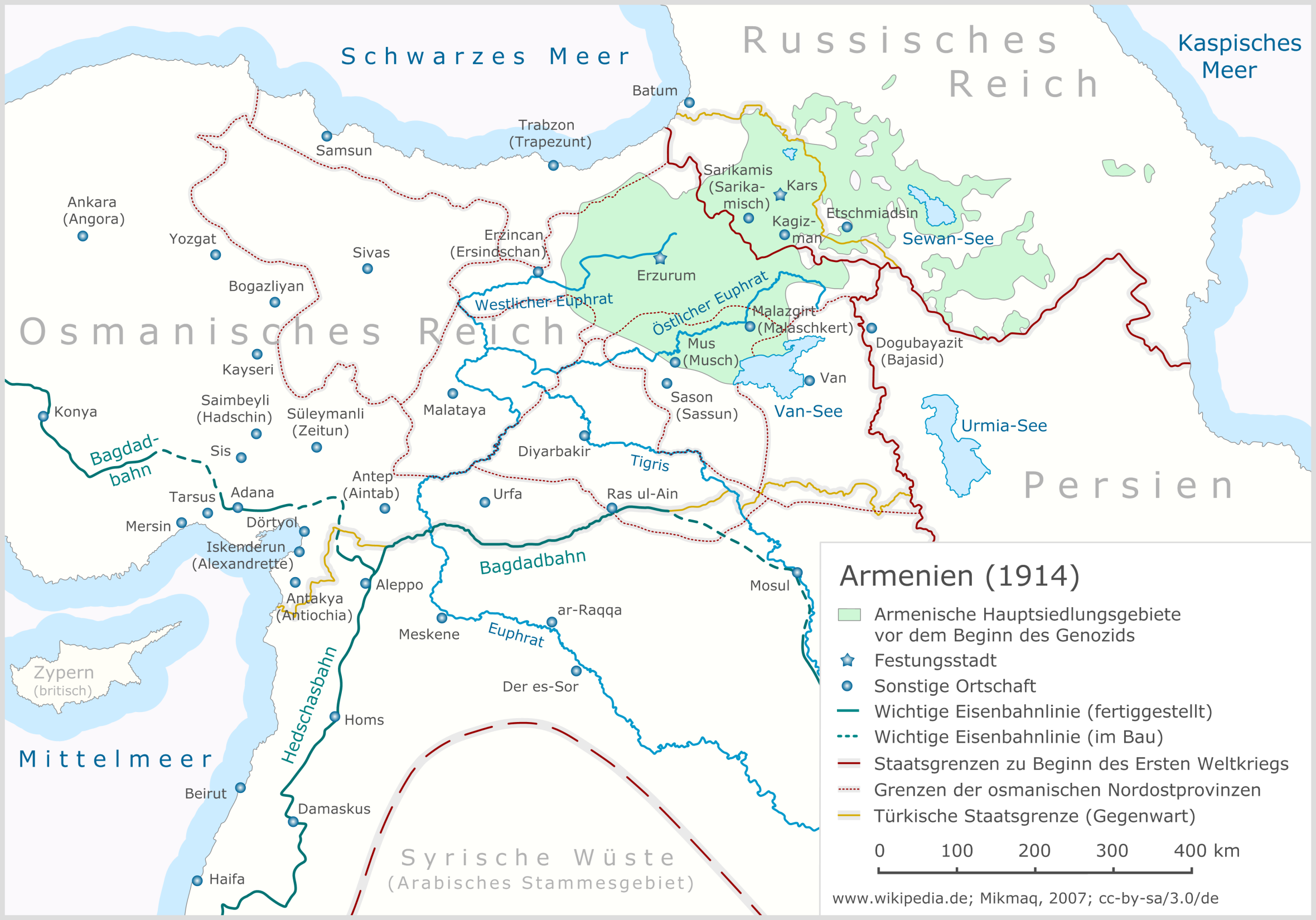
Siedlungsgebiete der Armenier vor dem Völkermord

Die Armenier bildeten nach den Griechen die zweitgrößte christliche Minderheit im Osmanischen Reich. Dessen nicht-muslimische Bevölkerungsgruppen waren nach ihrer Religionszugehörigkeit in Millets – d. h. in anerkannten, rechtlich geschützten „Glaubensnationen“ – organisiert. Die Armenier galten aus osmanischer Sicht traditionell als „loyale Nation“ (osmanisch: millet-i sadika), konnten ihren Glauben ohne wesentliche Einschränkungen ausüben und hatten innerhalb des osmanischen Staates durchaus Möglichkeiten, Ehre, Wohlstand und Status zu erwerben. Gleichwohl waren sie – wie orthodoxe Griechen, Juden und andere religiöse Minderheiten – nicht den Muslimen gleichgestellt. Sie mussten eine zusätzliche, nach dem Vermögen abgestufte, cizye genannte Kopfsteuer zahlen, die 1856 durch eine Militärbefreiungssteuer (bedel-i askerî / بدل عسکری) ersetzt wurde. Sie waren rechtlich unterprivilegiert und mitunter diskriminierender Behandlung ausgesetzt.
Um 1800 lebten die Armenier mehrheitlich unter osmanischer Herrschaft. Ihre Hauptsiedlungsgebiete im Osmanischen Reich lagen
- im heutigen Ostanatolien – im Gebiet von Erzurum, Kars, Van und Diyarbakır,
- in Kilikien bei Adana und Maraş,
- in den osmanischen Metropolen Alexandrien, Smyrna (İzmir) und vor allem in Konstantinopel.

Vor dem Ersten Weltkrieg stellten die Armenier mit 1,7 Millionen Menschen ungefähr zehn Prozent der Bevölkerung Anatoliens. Ihre Zahl übertraf in keinem Vilâyet (Großprovinz) die der Muslime. Dies war 1896 nur in wenigen Kazas (Gerichtsbezirken) der Sandschaks Van und Siirt (Saird oder Sairt) der Fall. Als Minderheit waren sie jedoch unübersehbar. Die türkische Regierung gab ihre Zahl später mit 1,3 Millionen an. Das armenisch-apostolische Patriarchat von Konstantinopel ging dagegen nach einer Volkszählung, die es 1913/14 in seinen Gemeinden abhalten ließ, von knapp 2 Millionen Kirchenmitgliedern im Osmanischen Reich aus.

### Osmanen und Armenier in der zweiten Hälfte des 19. Jahrhunderts

#### Reformversuche, Nationalismus und Zuspitzung der innenpolitischen Lage
Im 19. Jahrhundert befand sich das multiethnische Osmanische Reich im Niedergang. Der sogenannte „kranke Mann am Bosporus“ fiel wirtschaftlich und militärisch immer weiter hinter seine europäischen Rivalen zurück. Im Inneren störte das erwachende Nationalbewusstsein seiner Völker und Ethnien zunehmend das „empfindliche Gleichgewicht zwischen offizieller Ungleichheit und relativer Toleranz“.
In der Tanzimat-Periode (1839–1876) versuchte das Reich, sich durch Übernahme westlicher Konzepte zu reformieren. Europäische Mächte mahnten solche Reformen häufig an; damit verfolgten sie eigene Interessen. Das Russische Kaiserreich etwa, das sich als Schutzmacht der orthodoxen und altorientalischen Kirchen im Osmanischen Reich betrachtete, versuchte im Rahmen seiner Expansionspolitik, die anatolischen Armenier für dessen Destabilisierung zu instrumentalisieren. Unter dem Druck äußerer Ereignisse wie der Balkankrise von 1876 führte Sultan Abdülhamid II. die Reformen seiner Vorgänger zunächst weiter und verpflichtete sich in Artikel 61 des Berliner Vertrages von 1878, die Armenier vor Übergriffen durch die Kurden zu schützen und ihnen im Zuge einer Verwaltungsreform gewisse Autonomierechte zu gewähren. Diese Verpflichtungen wurden jedoch nie umgesetzt, denn Abdülhamid II., der ihnen ohnehin nur halbherzig zugestimmt hatte, löste noch während des Russisch-Türkischen Krieges im Februar 1878 das Parlament für unbestimmte Zeit auf.
Zu den Konflikten, die die Beziehungen zwischen den ethnisch-religiösen Gruppen im 19. Jahrhundert zunehmend prägten, zählten ein permanenter Landkonflikt, verstärkt durch die Ansiedlung muslimischer Flüchtlinge aus dem Kaukasus und Europa in Ostanatolien (besonders nach 1878), und das häufig als unterdrückerisch wahrgenommene Verhältnis zwischen armenischer Landbevölkerung und kurdischen Lokalfürsten und deren Familien. Die europäisch sozialisierten Armenier in der Westtürkei hingegen zeichneten sich teilweise durch einen hohen Lebensstandard und soziale Aufwärtsmobilität aus und erregten Neid und Missgunst unter sich benachteiligt fühlenden Muslimen. Der Sultan sowie konservative und liberale Eliten des Reiches sahen mit wachsendem Argwohn, dass ein kleiner Teil der armenischen Führungsschicht Reformen anstrebte und Schutz durch europäische Mächte suchte. Abdülhamid II. war entschlossen, dieser vermeintlichen Bedrohung energisch zu begegnen. Bei den Armeniern in den osmanischen Ostprovinzen wiederum erzeugte die Verschleppung der 1878 zugesagten Reformen eine permanente Unzufriedenheit. Ihre Unabhängigkeitsbestrebungen verstärkten sich, unterstützt auch von den politischen Parteien, die in den 1880er Jahren neu entstanden: Als erste wurde 1885 in Van die gemäßigte demokratisch-liberale Armenakan Kasmakerputjun (Armenische Organisation) gegründet. Radikale Forderungen nach Unabhängigkeit erhob die 1887 gegründete Sozialdemokratische Huntschak-Partei, die selbst den Einsatz terroristischer Mittel für gerechtfertigt hielt. 1890 formierte sich die Daschnak-Partei, die einen Volkskrieg gegen die osmanische Regierung propagierte. 1890 begannen armenische Terroristen mit der Ermordung osmanischer Beamter.
Das Ziel der Daschnak-Partei war es, alle revolutionären Kräfte zu einen, doch schon bald trennte sich die Huntschak-Partei von ihr. Letztere verlor an Einfluss, als sie sich 1896 in zwei Lager spaltete. In der Folgezeit war die Daschnak der Hauptakteur der revolutionären Bewegung der Armenier. Neben den politischen Parteien entstanden ab 1885 durch Eid verschworene Kampfgruppen der armenischen Landbevölkerung, die sich als „Selbstschutzverbände“ verstanden und sich Hajdukner oder Fedajiner nannten. Im Gegenzug schuf der Sultan ab 1891 irreguläre Kavallerieeinheiten nach dem Vorbild der Kosaken und in der Tradition der Akıncı und Deli, die ihm zu Ehren Hamidiye genannt wurden. Sie rekrutierten sich vorwiegend aus regierungsloyalen kurdischen Stämmen und wurden mit Steuerfreiheit und dem Recht auf Plünderung belohnt. Offiziell sollten sie die Grenzen zu Russland schützen, tatsächlich aber als innenpolitische Kampftruppe gegen die Armenier dienen. Bis heute (Stand 2006) ist unklar, ob Abdülhamid II. die folgenden Massaker der ihm unterstehenden Hamidiyean an armenischen Aufständischen befürwortet oder befohlen hat.

#### Massaker der Jahre 1894 bis 1896
Der wachsende Nationalismus verstärkte die ohnehin schon lange bestehenden Spannungen zwischen Armeniern und Kurden. Diese hatten eine Ursache im Streit um die sogenannten kischlak (Winterweiden) der kurdischen Hirtennomaden in armenischen Dörfern. Zudem trieben die Kurden – auch mit Gewalt – irreguläre Abgaben in Form von Geld, Naturalien oder Frondiensten von den Armeniern ein, die wie alle osmanischen Staatsangehörigen unter einem enormen Steuerdruck standen. Die osmanischen Behörden konnten oder wollten die Armenier vor solchen Willkürakten oft nicht schützen. Die Spannungen entluden sich in den Jahren 1894–1896 schließlich in zahlreichen Pogromen an den Armeniern.
Deren Auslöser war die erfolgreiche Abwehr kurdischer Eindringlinge aus der Region um Diyarbakır durch die als wehrhaft geltenden Armenier von Sason im Jahr 1893. Diese schlugen auch einen erneuten Angriff zurück, zu dem die osmanischen Behörden die Kurden ermuntert hatten. Im Sommer 1894 weigerten sich die Sasun-Armenier, die von der Regierung und den örtlichen kurdischen Stammesführern eingeforderte doppelte Steuerlast zu bezahlen. Aktivisten der Huntschak-Partei versuchten, diese Steuerrevolte, die schließlich 25 Dörfer erfasste, zu nutzen und einen landesweiten Aufstand auszulösen. Beim Widerstand von Sason 1894 kam es zwar zu bewaffneten Auseinandersetzungen, ein allgemeiner armenischer Aufstand blieb jedoch aus. Dennoch schlug die osmanische Staatsmacht mit aller Härte zurück. Türkisches Militär und irreguläre Hamidiye-Einheiten in einer Stärke von etwa 3000 Mann stürmten im August nach mehr als zweiwöchigen blutigen Kämpfen die aufsässigen Dörfer. Sie töteten zwischen 900 und 4000 Armenier und zerstörten 32 der 40 armenischen Dörfer der Region. Aufgeschreckt durch die Vorfälle in Sasun verlangten die übrigen europäischen Staaten verstärkt nach Reformen und nach Autonomie für die sechs östlichen Vilayets, in denen die meisten Armenier lebten. Da diese Reformen erneut ausblieben, unterbreiteten Großbritannien, Frankreich und Russland dem Osmanischen Reich im April 1895 einen eigenen Vorschlag.

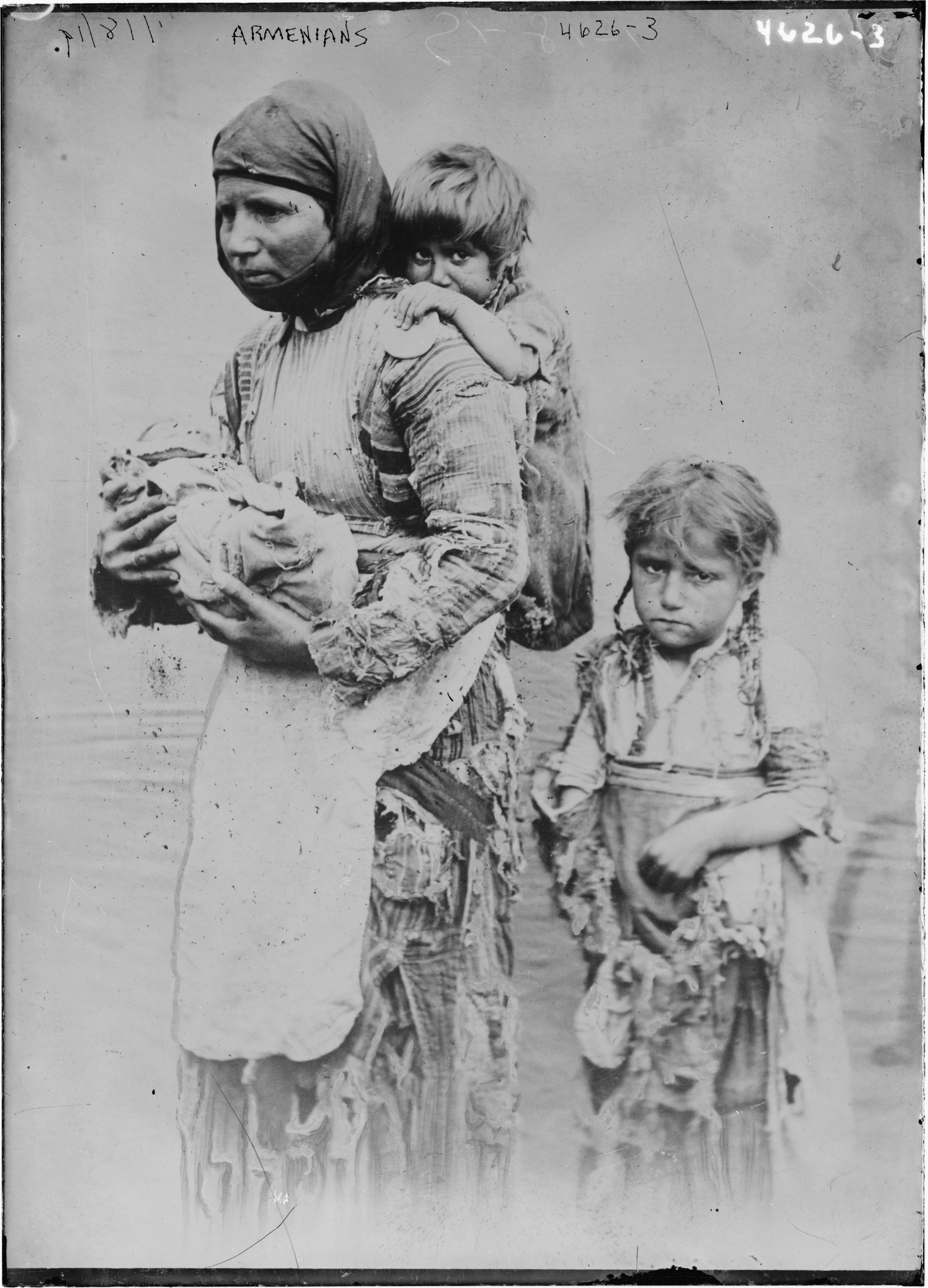
Foto ungewisser Herkunft von 1899. Beschriftung: Armenians. Erstmals 1900 veröffentlicht und identifiziert als armenische Frau, aus der Gegend von Kiğı, die 1899 nach der Ermordung ihres Mannes in der Folgezeit der Massaker von 1894–1896 mit ihren Kindern auf der Flucht sei.

Als der Sultan darauf nicht reagierte, organisierte die Huntschak-Partei am 30. September 1895 eine Protestdemonstration in Istanbul, die von der Polizei zusammengeschossen wurde. Rund 20 Demonstranten wurden dabei getötet. Aufgehetzte türkische Gegendemonstranten verfolgten die flüchtenden Armenier und erschlugen viele von ihnen. Etwa 3000 Armenier, die sich in ihre Kirchen geflüchtet hatten, wurden dort tagelang belagert, ohne dass die türkische Polizei dagegen einschritt. Erst auf Vermittlung der russischen Botschaft fanden die Übergriffe in der Hauptstadt ein Ende.
In Trabzon am Schwarzen Meer kam es zu weiteren Massakern an den Armeniern mit mehreren hundert Toten, und die Pogrome griffen auch rasch auf das Hochland über. Im Februar 1896 wurde die Niederschlagung eines angeblichen Armenieraufstands in Zeytun/Ulnia, dem heutigen Süleymanlı bei Maraş, nach monatelangen Kämpfen erst durch Vermittlung der Großmächte beendet.
Am 26. August 1896 besetzten 25 Daschnaken die Ottomanische Bank in Istanbul und nahmen deren 160 Angestellte als Geiseln. Sie forderten Autonomie für die armenischen Provinzen unter Aufsicht europäischer Mächte, die Freilassung armenischer Gefangener und die Rückgabe beschlagnahmten Eigentums. Zwar wurden diese Forderungen nicht erfüllt, den Geiselnehmern aber freier Abzug nach Frankreich gewährt. Als Reaktion darauf kam es in Istanbul zu überaus blutigen Übergriffen auf Armenier von Seiten der Türken, die 6.000 bis 14.000 Tote forderten. Alle Berichte ausländischer Diplomaten stimmten darin überein, dass die Mörder organisiert und in Absprache mit den Behörden handelten. Nachdem es schon im Juni 1896 zu Massakern an Armeniern in Van und Umgebung gekommen war, folgten im September weitere in Egin und Niksar.
In den Pogromen der Jahre 1894–1896 wurden schätzungsweise 80.000 bis 300.000 Menschen getötet. Darüber hinaus starben Zehntausende obdachlose Armenier in den Folgejahren durch Hunger und harte Winter. 1897 zählte das armenische Patriarchat 50.000 Waisenkinder. Die osmanische Regierung schränkte die Bewegungsfreiheit der Armenier zwischen den Bezirken bis 1908 ein, wodurch der Handel drastisch zurückging. Dennoch fallen die Massaker dieser Jahre „nicht in die Kategorie des Völkermords […] Das Ziel war eine harte Bestrafung, keine Ausrottung.“ Es handelte sich auch nicht um sogenannte ethnische Säuberungen, da die Armenier nicht generell aus ihren Heimatgebieten vertrieben, sondern vielmehr „auf ihren Platz zurückgedrängt werden“ sollten.

### Weitere Entwicklung bis zum Beginn des Ersten Weltkriegs
Nach dem Ende der großen Pogrome von 1894 bis 1896 blieb die Lage zwischen den Volksgruppen angespannt, obgleich es auch Beispiele gemeinsamer Proteste von Armeniern und Türken gegen die Steuerpolitik der Hohen Pforte gab. Bereits 1904 kam es abermals zu schweren Kämpfen in der Region Sasun, und am 21. Juli 1905 verübten die Daschnaken einen Anschlag auf Abdülhamid II. Der Sultan blieb unverletzt, doch kamen dabei 28 Menschen zu Tode. Terrorakte wie dieser bestärkten viele Türken in ihrer Sichtweise, dass von den Armeniern eine permanente Bedrohung ausgehe. Sie weckten oder verstärkten antiarmenische Ressentiments.
Eine Verbesserung ihrer Lage versprachen sich die Armenier zunächst vom Machtantritt der Jungtürken. Diese Oppositionsgruppe, die sich gegen die despotische Amtsführung Abdülhamids II. formiert hatte, kam im Zuge der konstitutionellen Revolution von 1908 an die Macht und zwang den Sultan im selben Jahr, die Verfassung wieder in Kraft zu setzen. Die Bewegung, die aus verschiedenen, zum Teil widerstreitenden Fraktionen bestand, versuchte zu Beginn, ein parlamentarisch-konstitutionelles Regierungssystem im Osmanischen Reich zu etablieren, das auch christlichen und nichttürkischen muslimischen Minderheiten des Vielvölkerstaats Mitbestimmungs- oder Autonomierechte gewährte. Doch relativ rasch gewannen bei den Jungtürken autoritaristische, nationalistische und panturkistische Vorstellungen die Oberhand, vor allem innerhalb des Komitees für Einheit und Fortschritt (türkisch İttihad ve Terakki Cemiyeti). Das 1889 als Geheimorganisation gegründete Komitee übte schon bald die eigentliche Macht aus. Insbesondere Enver Bey, der spätere Kriegsminister Enver Pascha, strebte nach der Errichtung eines „Großtürkischen Turanischen Reiches“ unter Einbeziehung Aserbaidschans, Turkestans und sogar von Teilen Chinas. Nach der englischen oder französischen Bezeichnung für die Organisation (Committee of Union and Progress oder Comité Union et Progrès; abgekürzt: CUP) wurden ihre Mitglieder auch Unionisten genannt.
Im März 1909 scheiterte der Versuch Sultan Abdülhamids II., den infolge der Bosnischen Annexionskrise innenpolitisch geschwächten Jungtürken die Macht wieder zu entreißen. Dies führte nicht nur zu seiner Absetzung, sondern auch zu schweren Übergriffen auf Armenier im kilikischen Adana und in den umliegenden Gebieten. Zwischen 15.000 und 20.000 Armenier fanden innerhalb weniger Wochen den Tod. Vor der kilikischen Küste kreuzten zwar Kriegsschiffe Deutschlands, Frankreichs, Großbritanniens, Italiens, Österreichs, Russlands und der USA, deren Besatzungen schritten jedoch nicht ein, obwohl sie die Massaker möglicherweise hätten beenden können. Die von der Regierung in Konstantinopel verfügte Hinrichtung von 134 „Schuldigen“ – 127 Muslime und 7 Armenier – konnte angesichts des Ausmaßes dieser Ereignisse kaum zur Beruhigung der Lage beitragen.
Aufgrund der Niederlagen des Osmanischen Reiches im Tripoliskrieg und im Ersten Balkankrieg verschärfte sich die Lage für die Minderheiten in den Jahren 1912 und 1913 abermals. Infolge der gewaltigen türkischen Gebietsverluste, für die das Komitee für Einheit und Fortschritt „illoyale Bevölkerungsgruppen“ mitverantwortlich machte, radikalisierte es sich stark. 1913 unternahm das „jungtürkische Triumvirat“ Enver Bey, Talât Bey (der spätere Großwesir Talât Pascha) und Cemal Bey (der spätere Marineminister Cemal Pascha) einen Staatsstreich und etablierte ein diktatorisches System, das gewillt war, künftig gegen die „inneren Feinde“ vorzugehen. Die bedrängten Armenier wandten sich ans Ausland um Hilfe. Insbesondere Russland, das sich davon die Loyalität seiner eigenen armenischen Minderheit sowie eine weitere Destabilisierung des Osmanischen Reiches versprach, rang daraufhin der jungtürkischen Regierung am 8. Februar 1914 die Unterzeichnung des armenischen Reformpakets ab: Die Hamidiye sollten entwaffnet, internationale Beobachter nach Ostanatolien entsandt, Regionalwahlen abgehalten und die Regionalsprachen offiziell zugelassen werden.
Bis zum Vorabend des Ersten Weltkriegs hatten die wiederholten Übergriffe und damit verbundenen Auswanderungswellen – vor allem in die russischen Kaukasusgebiete – den armenischen Bevölkerungsanteil bereits erheblich zurückgehen lassen. Zwischen 1882 und 1912 war die Zahl der Armenier im Osmanischen Reich bereits um ein Drittel gesunken. Als 1914 der Krieg ausbrach, gab es in keinem der ostanatolischen Vilayets – mit Ausnahme Vans – noch eine armenische Bevölkerungsmehrheit.

## Der Völkermord

### Ausgangslage
Am 14. November 1914 trat das Osmanische Reich an der Seite der Mittelmächte in den Ersten Weltkrieg gegen die Entente ein, zu der auch Russland gehörte. Die jungtürkische Regierung nutzte die Gelegenheit, die verhassten Verträge mit dem Ausland zu kündigen, die die Souveränität des Osmanischen Reiches beschränkten: die Kapitulationen des Osmanischen Reiches, die Administration de la Dette Publique Ottomane und das armenische Reformpaket. Kurz darauf begannen auch wieder die Überfälle auf armenische Dörfer, sowohl im Osten Anatoliens als auch jenseits der Grenzen zu Russland und Persien, die häufig von der jungtürkischen „Spezialorganisation“ Teşkilât-ı Mahsusa organisiert wurden.
Getrieben vor allem von pantürkischen Vorstellungen, aber auch von dem Wunsch, die Gebiete zurückzuerobern, die das Osmanische Reich in früheren Kriegen an Russland verloren hatte, befahl die osmanische Regierung Ende 1914 eine groß angelegte Offensive im Kaukasus. Diese endete jedoch bereits um die Jahreswende 1914/15 mit einer verheerenden Niederlage in der Schlacht von Sarıkamış. Im Zuge der russischen Gegenoffensive gingen dem Reich weitere Gebiete verloren.
Einige Armenier unterstützten die russische Armee in der Hoffnung auf Unabhängigkeit, und armenische Freiwilligenbataillone kämpften auf russischer Seite. Beides verstärkte bei der jungtürkischen Führung „das Zerrbild eines angeblichen armenischen Sabotageplans“. Obwohl die Mehrheit der armenischen Zivilisten und Soldaten gegenüber dem Osmanischen Reich loyal geblieben war, machte die Staatsführung die Armenier nun kollektiv für die militärischen Probleme in Ostanatolien verantwortlich. Sie nahm den russischen Einmarsch als Vorwand, das Gros der armenischen Bevölkerung zu deportieren, was unter den gegebenen Umständen einem „Massenmord gleichkam“.

### Vorbereitung und auslösende Faktoren
Wann genau das jungtürkische „Komitee für Einheit und Fortschritt“ den Beschluss fasste, die Armenier als Ganzes zu vernichten, lässt sich nicht mit Sicherheit bestimmen, da entsprechende Dokumente entweder fehlen, nicht zugänglich sind oder nie existierten. Letzteres könnte auf den konspirativen Charakter des „Komitees für Einheit und Fortschritt“ zurückzuführen sein, das wichtige Befehle üblicherweise mündlich erteilte. Die zunächst bedrohliche Kriegssituation aufgrund der verlorenen Schlacht von Sarıkamış und die Frustration der jungtürkischen Führung werden als ebenso wichtige Elemente der Vorgeschichte der Vernichtung angesehen wie die ersten osmanischen Erfolge in der Schlacht bei Gallipoli im März 1915. Im Zeitraum von Mitte März bis Anfang April 1915 dürften jedenfalls die entscheidenden Voraussetzungen für die kommenden Ereignisse geschaffen worden sein.
Als erster Schritt wurden im Februar 1915 die armenischen Soldaten der osmanischen Armeen entwaffnet und anschließend entweder getötet oder in Arbeitsbataillonen zusammengefasst. Wenig später folgte die Hinrichtung der Angehörigen mehrerer dieser Bataillone. An diesen und den folgenden Aktionen war hauptsächlich die von Bahattin Şakir geleitete Spezialeinheit Teşkilât-ı Mahsusa beteiligt, der vermutlich noch weitere Freiwilligenformationen (türkisch Çete) aller Art zugerechnet werden müssen. Diese Spezialeinheit bestand aus Kurden, freigelassenen Strafgefangenen und Flüchtlingen aus dem Balkan- und Kaukasusgebiet.
Vor dem eigentlichen Deportationsgesetz vom 27. Mai 1915 fanden bereits im Februar und April die ersten Deportationen in Anatolien statt, die jedoch noch nicht die planmäßige Vernichtung zum Ziel hatten und sich deshalb auf die Überführung von Bevölkerungsteilen aus Adana, Zeytun und Dörtyol ins Landesinnere beschränkten. Auch in diesem Zusammenhang ist nicht völlig geklärt, wann der Entschluss gefasst wurde, die Deportationen so ablaufen zu lassen, dass sie zum Tod möglichst vieler Armenier führen mussten.

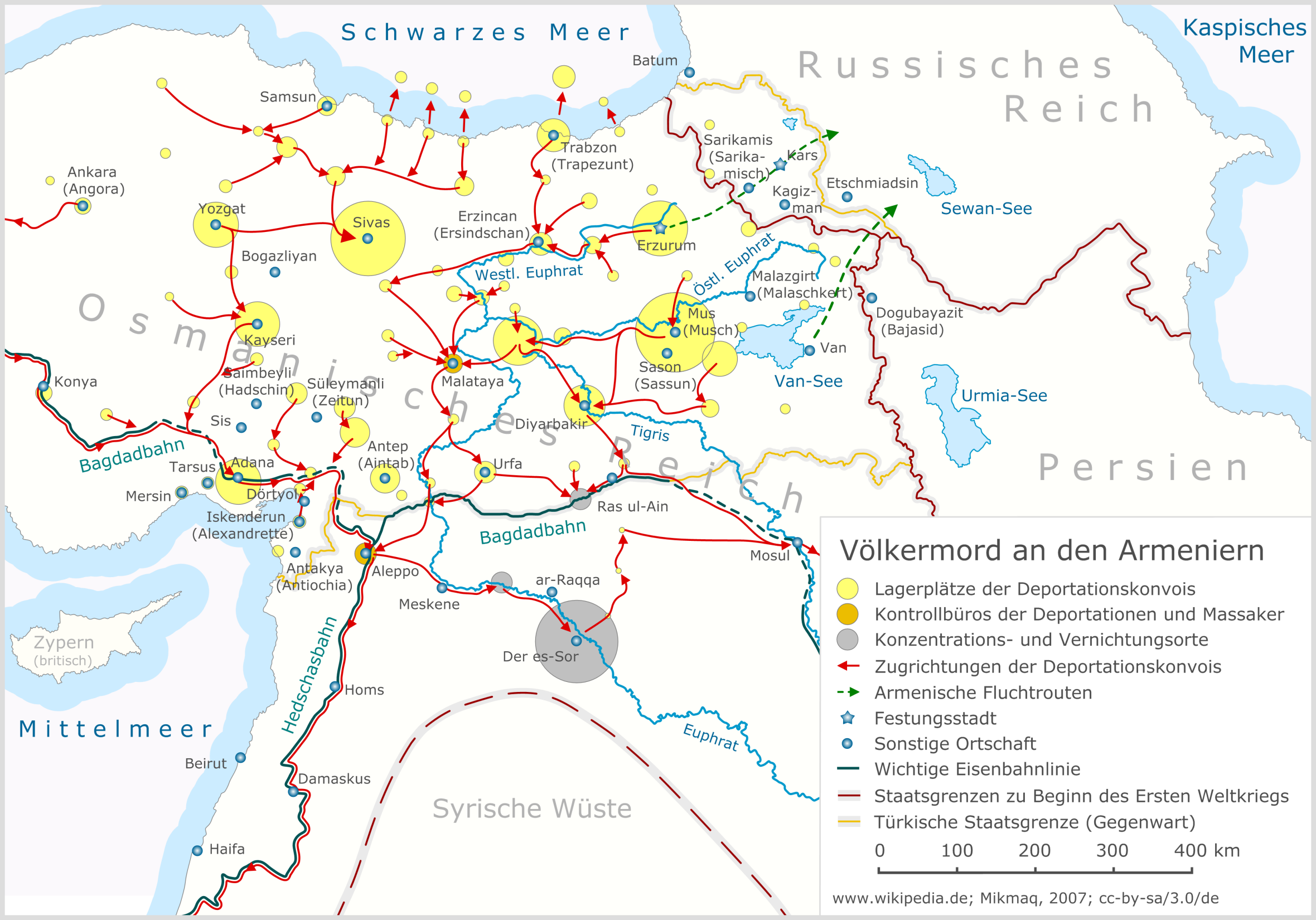
Routen, Fluchtwege, vorübergehende Sammelplätze und Konzentrationsorte der armenischen Deportierten 1915 bis 1917

Im April 1915 erhoben sich Armenier in Van, in der Folge kam es zu Gräueltaten gegen die muslimische Bevölkerung. Ob dieser Aufstand und die revolutionäre Gewalt der Huntschak-Aktivisten eine Reaktion auf die zunehmenden Repressionen darstellte oder im Gegenteil der Zentralregierung als Rechtfertigung dafür diente, mit den Deportationen der Armenier zu beginnen, ist in der Forschung umstritten. Ferner gab es die sogenannten armenischen Fedajin, die von Persien oder Russland aus „in ganz Armenien Schrecken bei Türken und Kurden“ verbreiteten.

### Ablauf

#### Verhaftung der armenischen Elite
Der Völkermord begann am 24. April 1915 mit Razzien gegen armenische Intellektuelle in Konstantinopel, die in Lager bei Ankara deportiert wurden. Die Initiative ging von Innenminister Talât Bey aus, der sich gegen den Widerstand von Kollegen, die internationale Verwicklungen befürchteten, mit seinem Vorhaben durchsetzen konnte, die Armenier aus der Hauptstadt zu entfernen. Am 24. und 25. April 1915 wurden zunächst 235 Personen verhaftet. Laut offizieller Darstellung vom 24. Mai 1915 betrug die Zahl der Verhafteten 2.345. In den Akten des Auswärtigen Amtes des Deutschen Reiches werden weitere Verhaftungen und Deportationen von Armeniern Konstantinopels erwähnt und teilweise in Einzelheiten beschrieben. Sie geschahen im Laufe des Jahres 1915 trotz der Versicherung der osmanischen Regierung, die Armenier Konstantinopels zu schonen. Letztlich konnten die meisten Armenier in Konstantinopel verbleiben, wohl weil die Jungtürken die Aufmerksamkeit der in Konstantinopel zahlreich vertretenen westlichen Ausländer scheuten. Der 24. April gilt als der offizielle Gedenktag für den Völkermord an den Armeniern.

#### Deportationen
Nun begannen die Massendeportationen der Armenier aus ihren angestammten Wohnsitzen in die syrische Wüste und die mesopotamische Wüste. Die Entente-Mächte reagierten rasch und verabschiedeten am 24. Mai 1915 eine gemeinsame Erklärung, in der der „Ausrottungsfeldzug gegen die Armenier“ als „Verbrechen gegen die Menschlichkeit“ verurteilt und den daran beteiligten Angehörigen der osmanischen Regierung gedroht wurde, man werde sie zur Verantwortung ziehen. Als Reaktion darauf erließ die türkische Regierung am 27. Mai 1915 ein Deportationsgesetz, das die Sicherheitskräfte anwies, die Armenier einzeln oder insgesamt zu deportieren. Die Armee wurde beauftragt, Opposition oder bewaffneten Widerstand gegen Befehle der Regierung, gegen die Landesverteidigung oder gegen die öffentliche Ordnung unverzüglich mit äußerster militärischer Gewalt zu unterdrücken. Es liegen Berichte darüber vor, dass Grundstücke von Deportierten per Gesetz zwangsübertragen, Barmittel und zurückgelassene bewegliche Habe „vereinnahmt“ wurden. Es sind keine Fälle bekannt, in denen Deportierte für die Enteignung entschädigt wurden. In Häusern verbliebene Möbel und Gegenstände wurden geplündert. Vielfach wurden Gold und Schmuck unterwegs geraubt. Ein weiteres Gesetz verbot es, den Armeniern irgendwelche Nahrungsmittel abzugeben.
In Erzurum kabelte Hilmi Bey, der Inspektor des „Komitees für Einheit und Fortschritt“ an Bahaettin Şakır:

„Es gibt Individuen innerhalb des Landes, die beseitigt werden müssen. Wir verfolgen diese Perspektive.“

Im Juni 1915 schrieb der deutsche Botschafter Hans von Wangenheim aus Konstantinopel an den deutschen Reichskanzler Theobald von Bethmann Hollweg:

„Daß die Verbannung der Armenier nicht allein durch militärische Rücksichten motiviert ist, liegt zutage. Der Minister des Innern Talaat Bey hat sich hierüber kürzlich gegenüber dem zur Zeit bei der Kaiserlichen Botschaft beschäftigten Dr. Mordtmann ohne Rückhalt dahin ausgesprochen, daß die Pforte den Weltkrieg dazu benutzen wollte, um mit ihren inneren Feinden – den einheimischen Christen – gründlich aufzuräumen, ohne dabei durch die diplomatische Intervention des Auslandes gestört zu werden; das sei auch im Interesse der mit der Türkei verbündeten Deutschen, da die Türkei auf diese Weise gestärkt würde.“

Ebenfalls im Juni berichtete der Generalkonsul in Konstantinopel Johann Heinrich Mordtmann:

„Das läßt sich nicht mehr durch militärische Rücksichten rechtfertigen; es handelt sich vielmehr, wie mir Talaat Bej vor einigen Wochen sagte, darum die Armenier zu vernichten.“

Bis in den Juli des Jahres 1915 hinein wurden die meisten Armenier zunächst in ihren Hauptsiedlungsgebieten an einigen Orten konzentriert, überwiegend in den Hauptstädten der betroffenen Vilayets. Sie wurden entweder gleich dort von türkischen Polizisten und Soldaten oder kurdischen Hilfstruppen ermordet oder auf Befehl Talâts ab dem 27. Mai 1915 auf Todesmärsche über unwegsames Gebirge Richtung Aleppo geschickt. Dabei ging es nicht um eine „Umsiedlung“, wie die offizielle türkische Diktion lautet. Max Erwin von Scheubner-Richter, der damalige deutsche Vizekonsul in Erzurum, berichtete dazu Ende Juli 1915 in einem Schreiben an den Botschafter Wangenheim:

„Von den Anhaengern letzterer [i. e. der ‚schrofferen Richtung‘] wird uebrigens unumwunden zugegeben, dass das Endziel ihres Vorgehens gegen die Armenier die gaenzliche Ausrottung derselben in der Tuerkei ist. Nach dem Kriege werden wir ‚keine Armenier mehr in der Türkei haben‘ ist der wörtliche Ausspruch einer maßgebenden Persoenlichkeit. Soweit sich dieses Ziel nicht durch die verschiedenen Massakers erreichen lässt, hofft man, dass Entbehrungen der langen Wanderung bis Mesopotamien und das ungewohnte Klima dort ein Uebriges tun werden. Diese Loesung der Armenierfrage scheint den Anhaengern der schroffen Richtung, zu der fast alle Militär- und Regierungsbeamte gehoeren, eine ideale zu sein. Das tuerkische Volk selbst ist mit dieser Loesung der Armenierfrage keineswegs einverstanden und empfindet schon jetzt schwer die infolge der Vertreibung der Armenier ueber das Land hier hereinbrechenden wirtschaftlichen Not.“

In einem Telegramm an Mehmed Reşid, den Gouverneur Diyarbakırs, räumte Talât Pascha am 12. Juli 1915 ein, dass es in letzter Zeit „Massaker“ an den aus Diyarbakır deportierten Armeniern und anderen Christen gegeben habe. In Mardin seien 700 Armenier und andere Christen nachts aus der Stadt gebracht und „wie Schafe geschlachtet“ worden. Insgesamt schätze man die Zahl der bei den „Massakern ermordeten“ auf circa 2.000 Personen. Es sei strikt verboten, andere Christen in die „disziplinarischen und politischen Maßnahmen“ gegen Armenier „einzubeziehen“. Derartige Vorfälle machten einen schlechten öffentlichen Eindruck, gefährdeten das Leben der Christen und seien sofort zu beenden.
Am 29. August 1915 schrieb Talât Pascha in einem chiffrierten Telegramm:

„Die Armenierfrage wurde gelöst. Es gibt keine Veranlassung, Volk oder Regierung wegen der überflüssigen Grausamkeiten zu beschmutzen.“

Zwei Tage später erklärte er in der Deutschen Botschaft Konstantinopel, die Maßnahmen gegen die Armenier seien überhaupt eingestellt:

« La question arménienne n’existe plus. »

„Die armenische Frage existiert nicht mehr.“

Ernst Jäckh, den Türken wohlgesinnter Leiter der „Zentralstelle für Auslandsdienste“ im Auswärtigen Amt des Deutschen Reiches, erklärte im Oktober 1915 zur Rolle Talâts:

„Talaat freilich machte keinen Hehl daraus, dass er die Vernichtung des armenischen Volkes als eine politische Erleichterung begrüße.“

Talât stand damit laut Jäckh im Widerspruch zum Finanzminister Mehmet Cavit Bey und zum Herausgeber der regierungstreuen Zeitung „Tanin“, Hüseyin Cahit Yalçın: „Dschawid und Hussein Dschahid opponierten immer energisch gegen diese armenische Politik, ersterer besonders aus wirtschaftlichen Erwägungen.“ Hüseyin Cahit Yalçın war allerdings später der Meinung, dass diejenigen, die die Deportationen befohlen und ausgeführt hatten, damit die Türkei gerettet hätten.
Interventionen und Vorhaltungen des deutschen Botschafters in außerordentlicher Mission in Konstantinopel, Paul Graf Wolff Metternich, im Dezember 1915 bei Enver Pascha, Halil Bey und Cemal Pascha sowie Wolff Metternichs Vorschlag, die Deportationen und Ausschreitungen öffentlich zu machen, wurden von Reichskanzler Theobald von Bethmann Hollweg nicht gebilligt:

„Die vorgeschlagene öffentliche Koramierung eines Bundesgenossen während laufenden Krieges wäre eine Maßregel, wie sie in der Geschichte noch nicht dagewesen ist. Unser einziges Ziel ist, die Türkei bis zum Ende des Krieges an unserer Seite zu halten, gleichgültig ob darüber Armenier zu Grunde gehen oder nicht. Bei länger andauerndem Kriege werden wir die Türken noch sehr brauchen.“

Auch andere ausländische Gesandte erfassten die Vorgänge in ihrer ganzen Tragweite, so zum Beispiel der US-Botschafter Henry Morgenthau, der aufgrund von Gesprächen mit den jungtürkischen Führern in seinen 1918 veröffentlichten Memoiren resümierte:

“When the Turkish authorities gave the orders for these deportations, they were merely giving the death warrant to a whole race; they understood this well, and, in their conversations with me, they made no particular attempt to conceal the fact. […] I am confident that the whole history of the human race contains no such horrible episode as this. The great massacres and persecutions of the past seem almost insignificant when compared to the sufferings of the Armenian race in 1915.”

„Als die türkischen Machthaber die Anweisungen für diese Deportationen gaben, fällten sie ein Todesurteil für eine ganze Rasse; dies war ihnen sehr wohl bewusst, und in den Gesprächen mit mir unternahmen sie keinen Versuch, diese Tatsache zu verbergen. […] Ich bin sicher, dass die gesamte Geschichte der Menschheit noch nicht einen solch grausamen Vorfall erlebt hat. Die großen Massaker und Verfolgungen der Vergangenheit wirken geradezu unbedeutend, verglichen mit den Leiden des armenischen Volkes 1915.“

Abdulahad Nuri, ungefähr ab Oktober 1915 stellvertretender und später Direktor der Deportationsbehörde, bekräftigte später laut Gerichtsakten, Talât habe ihm erklärt, die Deportationen verfolgten den Zweck der Vernichtung. Beim Yozgat-Verfahren wurden am 22. Februar 1919 zwölf Telegramme verlesen. In diesen Telegrammen wurde die Aussage Nuris, dass die Vernichtung das Ziel der Deportation sei, mehrfach bestätigt. Behauptungen, es könne sich um Fälschungen handeln, wurden jedoch widerlegt. Weitere Belege für die Vernichtungsstrategie finden sich in den Memoiren von Naim Bey, der seit Mitte November 1915 bis Juni 1916 Chefsekretär von Abdulahad Nuri war.
Der später im Bayburt-Verfahren wegen seiner Beteiligung am Völkermord hingerichtete Landrat Nuri sagte später vor Gericht aus, er habe den geheimen Befehl erhalten, keinen Armenier am Leben zu lassen. General Vehib Pascha, Oberkommandierender der 3. Armee, erklärte nach dem Krieg vor der sogenannten Mazhar-Kommission:

„Die Deportationen der Armenier wurden im völligen Widerspruch zur Menschlichkeit, Zivilisation und behördlichen Ehre durchgeführt. Die Massaker und die Ausrottung der Armenier, der Raub und die Plünderung ihres Eigentums waren das Resultat von Entscheidungen, die vom Zentralkomitee des Komitees für Einheit und Fortschritt ausgingen.“

Die Deportationen wiesen überall dasselbe Grundmuster auf: Entwaffnung, Ausschaltung der wehrfähigen Männer, Liquidierung der lokalen Führung, Enteignung, Todesmärsche und Massaker. Maßnahmen zur Wiederansiedlung wurden nicht getroffen. So lehnte das Innenministerium ein Gesuch des Gouverneurs von Aleppo ab, provisorische Behausungen für die Deportierten zur Verfügung zu stellen. Alle Angebote anderer Staaten, den Deportierten während der Märsche oder am Zielort humanitäre Hilfe zu leisten, lehnte Konstantinopel strikt ab. Es existiert kein Beweis, dass den Deportierten am Zielort Land zugewiesen wurde oder ihnen andere Güter zur Verfügung gestellt wurden. Çerkez Hasan (Hasan, der Tscherkesse), ein osmanischer Offizier, der für die Wiederansiedlung der Armenier in der syrischen und mesopotamischen Wüste verantwortlich war, trat im Jahre 1915 zurück, als ihm klar wurde, dass das Ziel nicht die Wiederansiedlung, sondern die Vernichtung war. Die Zentralregierung ergriff harte Maßnahmen gegen Gouverneure und Landräte, die sich den Deportationsbefehlen widersetzten. Die Gouverneure von Ankara, Kastamonu und Yozgat wurden abgesetzt. Der Gouverneur Ankaras, Mazhar Bey, berichtete später, der Grund seiner Absetzung sei seine Weigerung gewesen, den mündlich übergebenen Befehl des Innenministers auszuführen, die Armenier während der Deportation zu töten. Die Landräte von Lice, Midyat, Diyarbakır und Beşiri sowie die Gouverneure von Basra und Müntefak wurden aus diesem Grunde ermordet oder hingerichtet. Unter Moses Der Kalousdian kam es auf dem Mosesberg zum einzigen erfolgreichen armenischen Widerstand, gegen den wie schon vorher in Zeitun und kurz darauf in Urfa der deutsche Verbindungsoffizier Eberhard Graf Wolffskeel von Reichenberg die Artillerie-Angriffe befehligte.
Militärische Erfordernisse für die Deportationen scheiden aus, da der Verdacht auf Zusammenarbeit mit dem Feind sich nicht auf Frauen und Kinder und frontferne Armenier erstrecken konnte, die zudem direkt in die Kriegszone deportiert wurden. Die Deportationen betrafen ferner nahezu die gesamte armenische Zivilbevölkerung Anatoliens, die sich im Allgemeinen ruhig verhielt. Sie waren auch nicht die Folge eines Bürgerkrieges, da es keine zentral gesteuerte landesweite Rebellion der Armenier gab.
Allen Beteiligten und Verantwortlichen muss klar gewesen sein, dass die „Delokalisierung“ (Osmanisch tehcîr oder teb'îd, تهجير oder تبعيد) unter den Bedingungen von 1915/16 einem Todesurteil sehr nahekommen musste. In den schließlich erreichten Lagern im heutigen Syrien, namentlich im Konzentrationslager Deir ez-Zor, starben die Armenier mangels Versorgung durch Auszehrung und Seuchen.
An der Logistik der Deportationen war auch das deutsche Militär beteiligt, wie es ein von Oberstleutnant Böttrich, dem Chef des Verkehrswesens (Eisenbahn-Abteilung) im türkischen Großen Hauptquartier, im Oktober 1915 unterzeichneter Deportationsbefehl zeigt, von dem armenische Arbeiter der Bagdadbahn betroffen waren. 1918 bestand die deutsche Militärmission im Osmanischen Reich aus 800 Offizieren und 18.000 bis 20.000 Soldaten. Die Bagdadbahn selbst und die Anatolische Eisenbahn dienten auch schon vorher dem Transport gefangener Armenier. Franz Günther, der Vizepräsident der Anatolischen Eisenbahn-Gesellschaft, schrieb am 17. August 1915 an Arthur von Gwinner, den Sprecher des Vorstandes der Deutschen Bank:

„Man muss in der Geschichte der Menschheit weit zurückgehen, um etwas Ähnliches an bestialischer Grausamkeit zu finden wie die Ausrottung der Armenier in der heutigen Türkei.“

Einem weiteren Bericht an Gwinner legte Günther eine Fotografie bei, die eine große Zahl Armenier zeigt, die in einen Zug hineingepfercht waren. Dazu erläuterte er:

„Einliegend sende ich Ihnen ein Bildchen, die Anatolische Bahn als Kulturträgerin in der Türkei darstellend. Es sind die Hammelwagen, in denen beispielsweise 880 Menschen in 10 Wagen befördert werden.“

In den folgenden zwei Jahren wurden nach und nach auch die in den westanatolischen Provinzen lebenden Armenier deportiert oder ermordet. Ausnahmen wurden in Smyrna und Konstantinopel gemacht. In Smyrna stellte sich der deutsche General Liman von Sanders unter Androhung von militärischen Gegenmaßnahmen gegen die Massenverhaftungen und -deportationen, da sie laut Graf Spee „mit unabsehbaren Folgen fuer die Opfer“ verbundenen waren. In Konstantinopel wurde nur die armenische Elite verhaftet und deportiert, die meisten sonstigen armenischen Bewohner blieben verschont.
Das Ausmaß der Deportationen und die dahinterstehende Absicht waren Beobachtern schon im Jahre 1915 klar: Clara Sigrist-Hilty, eine Schweizer Krankenschwester, die ein Lager in Aleppo gesehen hatte, hielt zu den Märschen fest, die Armenier würden im Kreis herumgeführt. Zudem schrieb sie in ihrem Tagebuch, junge armenische Frauen würden während der Märsche geraubt.

#### Massaker
Die Deportationen wurden begleitet von Massakern an der armenischen Zivilbevölkerung. Immer wieder wurden die Züge von kurdischen oder tscherkessischen Stammesangehörigen überfallen. Nach Darstellung von Rafael de Nogales, einem Offizier im Dienste der osmanischen Armee und Augenzeugen der Ereignisse, wurden die Armenier in den Todeszügen mancherorts von Zivilisten beschützt und versteckt. An anderen Orten musste die Gendarmerie die Kolonne vor Angriffen der Bevölkerung schützen. Auch beteiligten sich „türkische Polizisten, Gendarmen und Soldaten […], teils auf Befehl ihrer Vorgesetzten, teils eigenmächtig, an der Tötung der Ausgesiedelten.“
In Trabzon etwa wurden armenische Frauen und Kinder auf Anweisung des Gouverneurs Cemal Azmi in Booten auf das offene Meer gefahren und ertränkt. Der amerikanische Konsul der Stadt berichtete, dass vollbesetzte Boote hinausfuhren und wenige Stunden später leer zurückkehrten. Die Armenier von Erzincan wurden im Juni 1915 von den Teşkilât-ı Mahsusa paarweise aneinandergebunden und bei der Kemah-Schlucht in den Fluss Karasu geworfen, wobei über 20.000 Menschen zu Tode kamen – der deutsche Konsul in Aleppo, Walter Rößler, berichtete, dass wochenlang Leichen den Euphrat hinuntergeschwemmt kamen.

### Folgen

#### Todesopfer
Die Zahl der Menschen, die den Massakern und Deportationen zum Opfer fielen, variieren je nach Schätzung zwischen 300.000 und mehr als 1,5 Millionen. Die exakte Summe lässt sich nur schwer beziffern. Das Hauptproblem dabei ist, dass die Bevölkerungsstatistik des Osmanischen Reichs in dessen letzten Jahrzehnten gravierende Mängel aufweist. So gibt es keine verlässlichen Angaben dazu, wie viele Armenier vor dem Krieg im Reich lebten. Das armenische Patriarchat bezifferte die Anzahl der armenischen Untertanen des Sultans mit rund 2,1 Millionen, die letzte osmanische Volkszählung hingegen mit 1,29 Millionen. Je nachdem, von welcher Vorkriegsanzahl man ausgeht und ob man ausschließlich die Hauptphase des Genozids 1915–1917 oder den gesamten Zeitraum bis 1923 berücksichtigt, bewegen sich die Schätzungen zwischen etwa 300.000 und 1,5 Millionen toten Armeniern. Auch die christlichen indigenen Assyrer, welche u. a. im Kalksteingebirge Tur Abdin lebten, wurden in gleichem Maß Opfer von Massakern und Vertreibung. Zudem wurden viele assyrische Opfer als armenische Opfer in den Statistiken ausgegeben.
Gustav Stresemann vermerkte 1916 nach einem Gespräch mit Enver Pascha in seinem Balkan-Tagebuch: „Armenier-Verminderung 1–1½ Millionen“.
Eine Kommission des osmanischen Innenministers bezifferte 1919 die Zahl der armenischen Opfer auf 800.000. Laut einem Bericht des US-Generals James Harbord habe auch Mustafa Kemal, der spätere Atatürk, diese Zahl anlässlich eines von den beiden im Oktober 1919 geführten Gespräches genannt.
Großwesir Damad Ferid Pascha, Mustafa Kemal und der türkische Generalstab bezifferten in einem 1928 veröffentlichten Buch die Zahl der armenischen Opfer ebenfalls auf 800.000. Der türkische Historiker und Politiker Yusuf Hikmet Bayur (1891–1980) schrieb, diese Zahl sei zutreffend.
Raymond Kévorkian schätzte in einem 2006 erschienenen Buch, gestützt auf die Zahlen des Patriarchats, die Zahl der bereits in Kleinasien Ermordeten auf rund 880.000. Die Anzahl derer, die im Sommer oder Herbst 1915 lebend in Nordsyrien ankamen, gibt er mit 800.000 an. Etwa 300.000 weiteren in Kleinasien lebenden Armeniern dürfte es gelungen sein, zu flüchten, sich zu verbergen oder auf andere Art den Deportationen und Massakern zu entgehen. Tausende weitere, vor allem Frauen und Kinder, so Kévorkian, dürften schließlich in muslimische Familien gebracht worden sein, wo sie zur Konversion gezwungen oder zu Muslimen erzogen wurden.
Bernard Lewis sieht zwar keinen Beweis dafür, dass die Massaker Ergebnis einer Regierungsentscheidung waren, setzte 2006 die Opferzahlen gleichwohl sehr hoch an: “Yes there were tremendous massacres, the numbers are very uncertain but a million may well be likely.” – „Ja, es gab ungeheure Massaker; die Zahlen sind sehr unsicher, aber eine Million dürfte wahrscheinlich sein.“
Der Historiker Viktor Krieger nimmt an, dass vor dem Ersten Weltkrieg knapp zwei Millionen Armenier im Osmanischen Reich lebten. Der Bevölkerungsverlust infolge des Völkermords betrage eine bis anderthalb Millionen. Allerdings seien in diese Zahl auch die Frauen und Kinder eingerechnet worden, die nicht ermordet wurden, sondern in der Türkei islamisiert und türkisiert bzw. kurdisiert wurden.

#### Flucht und Diaspora
Während des Genozids und in den Jahren danach wuchs die armenische Diaspora beträchtlich an. Obwohl die Jungtürken möglichst alle Armenier vernichten wollten, hatten schätzungsweise bis zu 600.000 von ihnen die Ereignisse von 1915 bis 1917 überlebt. Rund 150.000 waren den Deportationen in ihren ursprünglichen Siedlungsgebieten entgangen, und etwa 250.000 Menschen hatten die Todesmärsche und -lager überstanden. Zusammen mit Angehörigen anderer christlicher Minderheiten gelangten viele dieser Überlebenden zunächst in die südlich gelegenen, arabischen Reichsteile und an die Mittelmeerküste. Von dort emigrierten sie später in großer Zahl in die USA, nach Russland, Lateinamerika und Australien oder sie ließen sich in den bald darauf entstehenden Staaten des Nahen Ostens nieder. In den zu Russland gehörenden Teil Armeniens dürften etwa ebenso viele Armenier und andere orientalische Christen geflohen sein wie in den Süden des Osmanischen Reichs. Auch in Abchasien ließen sich viele Armenier nieder, wo sie bis heute die drittgrößte Bevölkerungsgruppe darstellen (siehe Armenier in Abchasien).
Eine große Zahl Armenier hatte zunächst auch in den westlichen Provinzen des Osmanischen Reiches überlebt, vor allem in den großen Städten. Dort hatten es die Jungtürken – wahrscheinlich wegen der Präsenz ausländischer Beobachter und Diplomaten – nicht gewagt, so offen unbarmherzig vorzugehen wie im Osten. Allerdings wurden auch viele Armenier in den chaotischen Jahren des Türkischen Befreiungskrieges, unter anderem beim Brand von Smyrna, vertrieben oder umgebracht. 1922 lebten in der Türkei schätzungsweise nur noch etwa 100.000 Armenier.
In den 1980er Jahren wurde die Zahl der in der Türkei lebenden Armenier mit rund 25.000 angegeben. Hinzu kamen bis zu 40.000 sogenannte Kryptoarmenier, also Personen, die ihre armenische Abstammung verleugneten. Rund die Hälfte beider Gruppen zählte zu den sogenannten Hemşinli, deren Hauptwohngebiete zwischen Trabzon und Erzurum liegen.

#### Materielle Verluste
Die Ereignisse von 1915 bis 1917 forderten nicht nur zahllose Menschenleben, sondern brachten für die Armenier auch ungeheure materielle Verluste mit sich. Armenisches Eigentum – Grund und Boden, Häuser und Wohnungen sowie persönliche Habe aller Art – wurde fast immer gewaltsam und entschädigungslos enteignet. Für die Täter stellte die Aneignung armenischen Besitzes zweifelsohne einen wichtigen Anreiz dar. Es gibt keine völlig verlässlichen Quellen, auf deren Basis sich das armenische Vorkriegsvermögen exakt schätzen ließe. Ein Bericht der Pariser Friedenskonferenz von 1919/20 bezifferte die Verluste aber auf 7,84 Milliarden französische Francs nach damaligem Wert. Diese Summe entsprach rund 1,8 Mrd. Francs von 1914 oder 80 Millionen Türkischen Lira und damit zweieinhalb Jahreshaushalten der osmanischen Zentralregierung in Friedenszeiten.
Das armenische Eigentum sollte prinzipiell an den Staat fallen, der es zur „Nationalisierung“ der Wirtschaft, zur Neuansiedlung von Muslimen in den entvölkerten Gebieten und zur Finanzierung der Kriegskosten nutzte. Jungtürkische Funktionäre, örtliche Beamte und Lokalpotentaten bereicherten sich jedoch ebenso daran wie viele einfache Dorfbewohner.

#### Kulturelle Verluste
Nicht einmal ansatzweise kann der kulturelle Verlust quantifiziert werden, der mit der Vertreibung und Ermordung der Armenier einherging. Hunderte armenische Schulen, Kirchen und Klöster wurden in den Jahren 1915–1917 und auch danach geplündert und zerstört oder in Moscheen umgewandelt; viele weitere historische Monumente, Kunstwerke und Kulturgüter wurden vernichtet oder gingen für immer verloren. Die westarmenische, kulturelle Renaissance (Զարթօնք/Zartʻōnkʻ), die in Smyrna begonnen und sich in Konstantinopel erst vollständig entfaltet hatte, erfuhr ein abruptes Ende. Charakteristisch für diese Periode war ein pulsierendes literarisches Leben. Konstantinopel war in dieser Zeit Herausgabeort zahlreicher armenischer Zeitungen und Zeitschriften, Wohn- und Aufenthaltsort vieler armenischer Intellektueller, Dichter und Schriftsteller wie Daniel Varuschan oder Siamanto. Beide fanden im Zuge der Massenverhaftung armenischer Intellektueller am 24. April 1915 den Tod.

#### Situation der Überlebenden
Im Vergleich zu Überlebenden anderer Völkermorde ist der psychische Zustand der Überlebenden der Ereignisse von 1915 bis 1917 weit schlechter dokumentiert. Oral-History-Projekte und entsprechende systematische Auswertungen derselben konnten aufgrund der zeitlichen Distanz zu den Ereignissen weit seltener vorgenommen werden. Hinzu kam, dass die Überlebenden in der Diaspora vor vielfältigen neuen Problemen standen. Als sozial und kulturell entwurzelte, überwiegend bäuerliche Landbewohner fanden sie sich nun als meist völlig mittellose Flüchtlinge in fremden Städten mit einer für sie völlig fremden Kultur und Mentalität wieder. Im Gegensatz zu jenen ihrer Volkszugehörigen, die in den zu Russland gehörenden Teil Armeniens geflüchtet waren, befanden sie sich aber in Sicherheit. Für jene Armenier jedoch, die nach Russisch-Armenien geflüchtet waren, gingen die Schrecken noch weiter. Viele von ihnen waren schon während der Flucht durch die dabei erlittenen Entbehrungen, an Hunger und Krankheiten gestorben. Zehntausende weitere wurden während der Angriffe osmanischer Streitkräfte auf die Demokratische Republik Armenien in den Jahren 1918 und 1920 getötet. Schlussendlich hatten noch beide Gruppen die schmerzliche Erfahrung machen müssen, dass die Regierungen der einstigen „Schutzmächte“ in Westeuropa und in den USA ihrem Schicksal auch nach dem Ersten Weltkrieg letztlich gleichgültig gegenübergestanden waren und keine konkreten Schritte unternommen hatten, um ihnen zu helfen.

## Aufarbeitung nach dem Ersten Weltkrieg

### Juristische Maßnahmen

#### „Unionistenprozesse“ und politische Entwicklung bis 1920
Ihrer Ankündigung vom 24. Mai 1915 entsprechend, man werde die Verantwortlichen zur Verantwortung ziehen, setzten Frankreich und vor allem Großbritannien nach der Besetzung von Istanbul die osmanische Regierung unter Druck, die Armeniermorde zu ahnden. Daraufhin ordnete Sultan Mehmed VI. am 14. Dezember 1918 die strafrechtliche Verfolgung der für den Genozid verantwortlichen jungtürkischen Funktionäre an, die von einem Militärgericht als Sondertribunal abgeurteilt werden sollten. Die Einsetzung eines von Großbritannien favorisierten internationalen Gerichtshofes war bereits im Vorfeld an den Interessengegensätzen der Ententemächte, vor allem denen Frankreichs und Großbritanniens, gescheitert.
Am 23. Januar 1919 wurden auf einer Konferenz in London die Verfahrensgrundsätze festgelegt, und am 5. Februar begannen die Prozesse. Darin ging es um folgende Straftatbestände: Verletzung der Abkommen über Kriegsführung, Übergriffe gegen Armenier und Angehörige anderer Volksgruppen sowie Raub, Plünderung und Zerstörung von Eigentum. Diese sogenannten „Unionistenprozesse“ stellten erstmals in der Rechtsgeschichte den Versuch dar, Staats- und Kriegsverbrechen auf Regierungsebene zu ahnden. Angeklagt waren zahlreiche regionale und lokale Beamte, Offiziere und Funktionäre sowie 31 Minister der Kriegskabinette, die dem „Komitee für Einheit und Fortschritt“ (türkisch Ittihat ve Terakki Cemiyeti) angehört hatten. Die Verfahren gegen letztere dauerten vom 28. April bis zum 25. Juni 1919. Angeklagt waren auch der ehemalige Innenminister und Großwesir Talât Pascha, der ehemalige Kriegsminister Enver Pascha und der einstige Marineminister Cemal Pascha. Sie hatten sich dem Prozess jedoch durch Flucht nach Deutschland entzogen und wurden in Abwesenheit zum Tode verurteilt. Insgesamt sprach das Militärgericht 17 Todesurteile aus, von denen drei vollstreckt wurden. Bei der türkischen Bevölkerung sorgten die Prozesse für große Entrüstung, in Regierungskreisen wiederum wurden sie als notwendige Zugeständnisse betrachtet, weil man so hoffte, mit den Ententemächten günstigere Friedensbedingungen aushandeln und ihnen die Anerkennung der staatlichen Souveränität abringen zu können.
Als aber griechische Streitkräfte im Mai 1919 Smyrna (Izmir) besetzten (sie blieben dort bis zum 9. September 1922), schwand die Bereitschaft der türkischen Regierung zur weiteren Strafverfolgung rasch. Nachdem sogar 41 Verdächtige freigelassen worden waren, überstellten die Briten Ende Mai zwölf Häftlinge nach Moudros und 55 weitere nach Malta. Sie wurden später allerdings von der türkischen Nationalbewegung unter Mustafa Kemal freigepresst, indem britischen Geiseln mit der Hinrichtung gedroht wurde. Mustafa Kemal, der spätere Atatürk, hatte zwar ein gespanntes Verhältnis zu den drei jungtürkischen Führern, die er als Hauptverantwortliche für die Armenierdeportationen nicht in den Reihen der türkischen Nationalbewegung sehen wollte, und zunächst hatte er auch eine harte Bestrafung befürwortet. Da die Lage im beginnenden Türkischen Befreiungskrieg aber zunehmend chaotisch wurde und Kemal erkannte, dass die Ententemächte die türkischen Wünsche nach staatlicher Souveränität nicht berücksichtigen würden, verlor auch er das Interesse an der Strafverfolgung der Verantwortlichen für den Genozid. Dies zeigte sich, als es nach der Ausrufung der Demokratischen Republik Armenien zu armenisch-türkischen Kampfhandlungen und zu erneuten Massakern an Armeniern kam. Zur Forderung der Briten, diese zu unterbinden, nahm Mustafa Kemal am 24. April 1920, einen Tag nach der Eröffnung der Großen Türkischen Nationalversammlung in Ankara, in einer Rede wie folgt Stellung:

„Der […] Vorschlag sieht vor, im Innern des Landes keine Massaker an Armeniern zu verüben. Dass solche an Armeniern vorkamen, ist ausgeschlossen. Wir alle kennen unser Land. Auf welchem seiner Kontinente wurden oder werden Massaker an Armeniern verübt? Ich möchte nicht über die Phasen am Anfang des [Ersten] Weltkrieges sprechen, und ohnehin ist auch das, worüber die Entente-Staaten sprechen, selbstverständlich keine der Vergangenheit angehörende Schandtat. Mit ihrer Behauptung, dass derartige Katastrophen heute in unserem Land verübt würden, forderten sie von uns, davon Abstand zu nehmen.“

#### Weitere politische Entwicklung und Ende der Prozesse 1923
Im Vertrag von Sèvres, dem am 10. August 1920 unterzeichneten fünften und letzten der Pariser Vorortverträge, wurde den Türken nicht mehr als ein „Rumpfstaat ohne eigentliche Souveränität“ belassen. Der Vertrag sah nicht nur die Gründung eines armenischen Staates vor (de facto bestand dieser ja bereits und hatte auch die osmanischen Provinzen Ostanatoliens annektiert), dessen Grenzen der US-amerikanische Präsident Woodrow Wilson im Auftrag der Signatarmächte des Vertrages festlegte, sondern auch die internationale Kontrolle Konstantinopels und der Meerengen (Bosporus und Dardanellen) sowie die Aufteilung des Restes des Osmanischen Reiches unter den Ententemächten und ihren Verbündeten. Diesen Vertrag erkannte insbesondere die türkische Nationalversammlung in Ankara nicht an und setzte nun ihren Befreiungskampf mit allen Mitteln fort. Zunächst wandten sich deren Streitkräfte der Demokratischen Republik Armenien zu und zwangen deren Repräsentanten nach schweren Kämpfen am 3. Dezember 1920 zur Unterzeichnung des Vertrages von Alexandropol (türkisch Gümrü; armenisch Gjumri), in dem der heutige Grenzverlauf festgelegt wurde. Damit waren die Bedingungen des Vertrages von Sèvres hinsichtlich Armeniens de facto aufgehoben. Das Ergebnis dieses Vertrages wurde auch in einem Freundschaftsvertrag mit der Sowjetunion im März 1921 bestätigt.
Inzwischen hatten die griechischen Truppen im Westen die armenisch-türkischen Kampfhandlungen im Osten genützt und mit ihrem von Massakern an der Zivilbevölkerung begleiteten Vormarsch ins türkische Landesinnere begonnen. Den Truppen der türkischen Nationalversammlung gelang es jedoch, im nun folgenden Griechisch-Türkischen Krieg die Invasionsarmee in mehreren Schlachten zu schlagen und zur Ägäisküste zurückzutreiben. Innen- und außenpolitisch gestärkt konnte die türkische Nationalversammlung unter Mustafa Kemal nun offen auf eine Revision des Vertrags von Sèvres drängen, der die Ententemächte und ihre Verbündeten, die mittlerweile große Teile der besetzten türkischen Gebiete geräumt hatten, schließlich am 24. Juli 1923 im Vertrag von Lausanne zustimmten. Die gerichtliche Verfolgung der für den Genozid Verantwortlichen war bereits lange zuvor nahezu völlig zum Stillstand gekommen. Die auf Malta internierten Straftäter waren bereits im Oktober 1921 von den Briten freigelassen worden, und am 31. März 1923 erließ die türkische Regierung unter Mustafa Kemal eine allgemeine Amnestie türkisch Aff-ı Umumi für alle im Zusammenhang mit dem Völkermord Angeklagten. Wesentlich mitbedingt war dieser Schritt durch die Tatsache, dass nicht wenige der für den Genozid Mitverantwortlichen aus den Reihen des „Komitees für Einheit und Fortschritt“ der türkischen Nationalbewegung unter Mustafa Kemal angehörten. Die Armenier hatten nach der Inkorporation ihres Staates in die Sowjetunion und seiner Umwandlung zur Armenischen Sozialistischen Sowjetrepublik diplomatisch keinerlei Möglichkeiten mehr, auf eine Fortführung der Prozesse zu drängen. Und die Ententemächte wiederum hatten daran kein Interesse mehr, weil sie in diesem Fall ein Zusammengehen der neu gegründeten Republik Türkei mit der von ihnen nicht anerkannten Sowjetunion fürchteten.

### Operation Nemesis
Außer den Armeniern selbst war nach 1921 niemand mehr ernsthaft daran interessiert, die in den Unionistenprozessen verkündeten Todesurteile zu vollstrecken und weitere Täter gerichtlich zu verfolgen. Die Partei der Daschnaken rief daher ein geheimes Sonderkommando ins Leben, das unter dem Codenamen Operation Nemesis die Verantwortlichen für den Völkermord töten sollte. So erschoss der armenische Student Soghomon Tehlirian am 15. März 1921 den im Berliner Exil lebenden ehemaligen Innenminister Talât Pascha. Im anschließenden Prozess sprach das Berliner Landgericht Tehlirian frei, vor allem aufgrund der Darlegung der Geschehnisse in Armenien durch überlebende Augenzeugen wie den Bischof Krikor Balakian. Erst später stellte sich heraus, dass Tehlirian Mitglied des Daschnaken-Sonderkommandos war. Er hatte bereits zuvor in Konstantinopel den armenischen Kollaborateur Harutiun Mugerditchian (auch: Mkrttschjan) erschossen, der die Liste der am 24. April 1915 verhafteten Notabeln erstellt hatte.
Der Mord an Talât war der Auftakt zu einer Serie von Attentaten, denen weitere am Genozid Beteiligte zum Opfer fielen. Am 6. Dezember 1921 wurde der ehemalige Großwesir Said Halim Pascha in Rom erschossen; am 17. April 1922 liquidierten zwei Attentäter in Berlin Bahaettin Şakir, den Chef der Teşkilât-ı Mahsusa, und Cemal Azmi, einen weiteren jungtürkischen Führer. Am 21. Juli 1922 wurden Cemal Pascha und sein Sekretär Nusrat Bey von drei Attentätern während eines Spaziergangs in Tiflis erschossen. Enver Pascha, der sich panislamischen Aufständischen in Zentralasien angeschlossen hatte, entging den Rächern, fiel aber am 4. August 1922 in einem Gefecht mit Truppen der Roten Armee im Pamir in Tadschikistan. Weitere Opfer der Anschlagserie waren zwei aserbaidschanische Politiker: Premierminister Fətəli Xan Xoyski wurde am 19. Juni 1920 in Tiflis und Innenminister Behbud Khan Javanshir am 18. Juli 1921 im besetzten Konstantinopel getötet.

## Neuere Bewertungen der Ereignisse

### Bedeutung für die Armenier

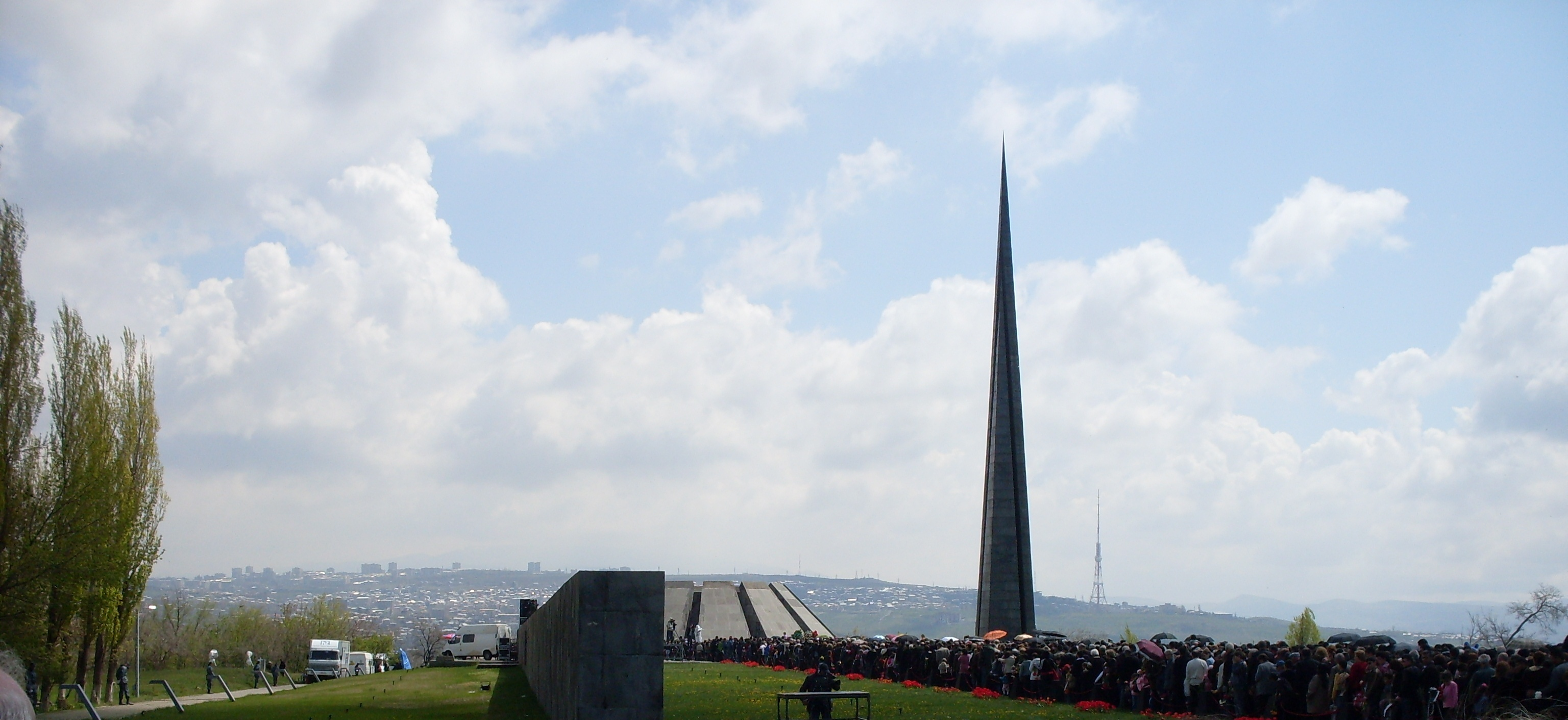
Völkermordmahnmal Zizernakaberd in Jerewan

Die Erinnerung an den Völkermord stellt – neben Religion und Sprache – die stärkste gefühlsmäßige Klammer dar, die das über rund 120 Staaten der Welt verstreute armenische Volk eint. Der 24. April, der Jahrestag der ersten Verhaftungen armenischer Intellektueller in Konstantinopel, wird regelmäßig als „Genozid-Gedenktag“ (armenisch Եղեռնի զոհերի հիշատակի օր Jegherni soheri hischataki or) begangen und ist einer der wichtigsten nationalen Feiertage der Republik Armenien und des armenischen Volkes. An ihm pilgern alljährlich Hunderttausende zum Völkermordmahnmal Jerern auf dem Jerewaner Hügel Zizernakaberd („Schwalbenfestung“). Weltweit begehen weitere Millionen den Trauertag. Die tiefe emotionale Bedeutung des Völkermords für die Armenier erklärt auch, warum armenische Politiker, Organisationen und Lobbys in aller Welt seit Jahrzehnten so hartnäckig gegen seine Bagatellisierung und Leugnung kämpfen und danach streben, dass er auch offiziell als Genozid anerkannt wird, d. h. auf Basis der Konvention über die Verhütung und Bestrafung des Völkermordes (offiziell: englisch Convention on the Prevention and Punishment of the Crime of Genocide, CPPCG) von 1948.
Der Kampf des armenischen Volkes um diese Anerkennung wurde besonders dadurch erschwert, dass es lange Zeit nicht über einen eigenen Staat verfügte, der als Plattform dafür hätte dienen können. In der Sowjetunion, deren Teilrepublik Armenien bis zu ihrer Auflösung 1991 gewesen ist, war das Thema tabuisiert. Erst in der sogenannten „Tauwetter-Periode“ nach dem Tod Josef Stalins konnte es erstmals öffentlich behandelt werden. Im Jahr 1965 kam es sogar zu öffentlichen Protesten in Jerewan, deren Teilnehmer die Anerkennung des Genozids forderten. Die Regierung der Armenischen SSR kam dieser Forderung zwar nicht nach, veranlasste aber, dass 1967 das Mahnmal von Zizernakaberd errichtet wurde. Diese und weitere, in den 1960er und 1970er Jahren errichtete Gedenkstätten sind sichtbare Zeugnisse einer von der sowjetischen Führung nunmehr tolerierten Memorialarchitektur.
Während des Kalten Krieges gab es für die Armenier jedoch keine politische Möglichkeit, ihrem Anliegen bei der internationalen Staatengemeinschaft Gehör zu verschaffen. Den Staaten des Westens und insbesondere den NATO-Staaten erschien es nicht opportun, die Türkei – aus geostrategischer Sicht ein wichtiger NATO-Partner – wegen dieser Frage zu vergrämen. Daher kam es in der armenischen Diaspora zur Bildung mehrerer Terrorgruppen, deren aktivste die Asala (Armenian Secret Army for the Liberation of Armenia) war. Sie kämpften mit terroristischen Mitteln nicht nur gegen das „Verbrechen des Schweigens“, wie sie es nannten, sondern auch für die „Befreiung“ der einst von Armeniern bewohnten Gebiete in der Türkei. Ihre Anschläge forderten zwischen 1975 und 1984 insgesamt 79 Menschenleben: 40 Türken, 30 Armenier und neun Angehörige anderer Nationalitäten. Die Anschläge brachten aber auch Bewegung in der Anerkennungsfrage: Zunehmend befasste sich die Öffentlichkeit damit, ebenso wie kirchliche und politische Gremien. Aber erst mit der Entstehung eines unabhängigen armenischen Staates und dessen Aufnahme in internationale Gremien bot sich den Armeniern die Möglichkeit, ihrem Wunsch nach Anerkennung der Ereignisse von 1915 bis 1917 als Völkermord auch mit politisch-diplomatischen Mitteln Nachdruck zu verleihen. Dieses Bestreben ist seither wesentlicher Bestandteil der Außenpolitik aller armenischen Regierungen.

### Bewertung in der Türkei
Damat Ferid Pascha, der Großwesir des Osmanischen Reiches in der Zeit der Besetzung von Istanbul durch Truppen der Siegermächte, gestand die Verbrechen am 11. Juni 1919 öffentlich ein. Dennoch ist die Leugnung des Völkermords an den Armeniern bis heute offizielle Politik aller türkischen Regierungen. Sie bezeichnen die Deportationen als „kriegsbedingte Sicherheitsmaßnahmen“, die notwendig geworden seien, da die Armenier das Osmanische Reich verraten, seine damaligen Kriegsgegner unterstützt und ihrerseits Massaker an Muslimen begangen hätten. Die Todesfälle führen sie auf ungünstige Umstände und lediglich vereinzelte Übergriffe zurück. Sie versuchen mit wechselndem Erfolg, durch politischen Druck und Ausschlüsse bei internationalen Auftragsvergaben anderslautende Entschließungen und Veröffentlichungen zu verhindern. In der Türkei wird der Genozid offiziell mit Begriffen wie türkisch Ermeni soykırımı iddiaları („Behaupteter Völkermord an den Armeniern“), türkisch Sözde ermeni soykırımı („Angeblicher Völkermord an den Armeniern“) und türkisch Ermeni Kırımı („Armenisches Massaker“) bezeichnet. Diese Haltung belastet immer wieder die Beziehungen der Türkei zu Armenien und anderen Staaten, die den Völkermord offiziell anerkennen.
Die offizielle Türkei bestreitet nicht, dass es hunderttausende Tote gegeben hat. Sie geht von circa 300.000 armenischen Opfern aus, betrachtet die Deportationen aber als Notmaßnahme eines Staates, der während des Ersten Weltkrieges um seine Existenz habe bangen müssen und sich der Loyalität seiner armenischen Untertanen nicht habe sicher sein können. Manche türkische Wissenschaftler verneinen eine vorsätzliche und geplante Vernichtung und äußern, diese sei historisch nicht belegt.
Die offizielle türkische Historiographie schreibt die vielen Toten Überfällen, Hunger und Seuchen zu und verweist auf die bürgerkriegsähnlichen Zustände, bei denen auch 570.000 Türken umgekommen seien. Einige türkische Wissenschaftler sowie Historiker anderer Nationalität wie Erik-Jan Zürcher oder Klaus Kreiser betrachten die Andonian-Dokumente, die mehrere Wissenschaftler als Beleg für die genozidalen Absichten der Jungtürken anführen, als Fälschung. Sie bezeichnen Arnold J. Toynbees Blue book und die Memoiren des amerikanischen Botschafters Henry Morgenthau als parteiisch. Zudem bemängeln sie die Beweisaufnahme der Istanbuler Prozesse, die in der Zeit der alliierten Besatzung stattfanden und machen geltend, dass es eine Reihe von jungtürkischen Erlassen gab, die Deportierten gut zu behandeln.
Der erste türkische Politiker nach Ausrufung der Republik Türkei, der die Opfer des Völkermords durch einen Besuch der Gedenkstätte in Jerewan ehrte, war im Juni 1995 Gürbüz Çapan, der sozialdemokratische Bürgermeister Esenyurts. 2008 wurde von türkischen Professoren und Intellektuellen die Unterschriftenkampagne Özür Diliyorum („Ich bitte um Entschuldigung“) gestartet, um bei den Armeniern um Verzeihung zu bitten.
Innertürkische Kritiker der offiziellen Sichtweise müssen mit juristischer Verfolgung aufgrund des umstrittenen Artikels 301 des Strafgesetzbuches rechnen, der u. a. die „Beleidigung der türkischen Nation“ unter Strafe stellt. Eine kritische Auseinandersetzung mit dem Thema erfolgte hauptsächlich durch Journalisten wie den 2007 ermordeten Hrant Dink sowie durch den Schriftsteller und Nobelpreisträger Orhan Pamuk. Pamuk wurde im März 2011 wegen Verstoßes gegen den Artikel 301 zu einer Schadensersatzzahlung an sechs Kläger verurteilt, die sich durch seine Äußerungen zu den Tötungen von Armeniern aus dem Jahr 2005 beleidigt fühlten (Pamuk: „Die Türken haben auf diesem Boden 30.000 Kurden und eine Million Armenier getötet.“). Der 1991 aus der Türkei geflohene türkischstämmige, deutsche Schriftsteller Doğan Akhanlı hatte 1999 in Istanbul den Roman Kıyamet Günü Yargıçları (deutsch Die Richter des jüngsten Gerichts) veröffentlicht. Dieser Roman thematisiert den Völkermord und seine offizielle staatliche Leugnung in der Republik Türkei. Akhanlı wurde im August 2010 bei einem Besuch der Türkei festgenommen und in Untersuchungshaft genommen. Von der Anklage, an einem Raubüberfall und an Umsturzversuchen beteiligt gewesen zu sein, wurde er im Oktober 2011 freigesprochen. Vor der Gerichtsverhandlung war er abgeschoben und mit einem Einreiseverbot in die Türkei belegt worden.
Es gab seitens türkischer Regierungen mehrmals den Vorschlag, die Geschehnisse durch eine gemeinsame türkisch-armenische Historikerkommission wissenschaftlich untersuchen zu lassen. Dieser Vorschlag wurde unter anderem 2005 vom türkischen Ministerpräsidenten Erdoğan dem armenischen Präsidenten Robert Kotscharjan und 2007 vom türkischen Außenminister Ali Babacan seinem armenischen Kollegen Wartan Oskanjan unterbreitet. Die armenische Regierung lehnt diesen Vorschlag (Stand April 2010) ab. Staatspräsident Sersch Sargsjan äußerte 2010, die Schaffung eines solchen Gremiums bedeute, das Faktum des Völkermords anzuzweifeln.
Die Türkei warf Frankreich und Russland vor, Parlamentsbeschlüsse zu verabschieden, aber nicht auf die eigene grausame Vergangenheit mit vielen Völkermorden zu blicken. Als beispielsweise die Französische Nationalversammlung 2006 ein Gesetz verabschiedete, das explizit die Leugnung des Völkermords an den Armeniern unter Strafe stellen sollte, kam es zu schweren diplomatischen Auseinandersetzungen und Wirtschaftsboykotten durch die damalige türkische Regierung Erdoğan I.
Als im Dezember 2011 die französische Nationalversammlung ein ähnliches Gesetzes zur Bekämpfung der Leugnung der Existenz gesetzlich anerkannter Völkermorde verabschiedete, reagierte die Regierung Erdoğan III ähnlich drastisch.
Das Gesetz wurde im Februar 2012 vom französischen Verfassungsgericht abgelehnt (Näheres im Abschnitt „Frankreich“).
Am 24. April 2010 fand in Istanbul erstmals eine öffentliche Gedenkveranstaltung für die armenischen Opfer in der Türkei statt. Das Datum wurde symbolisch gewählt; am 24. April 1915 waren die ersten 235 Armenier vom Haydarpaşa-Bahnhof deportiert worden. Organisiert von der Initiative „Irkçılığa ve Milliyetçiliğe Dur de!“ (zu Deutsch: Sag Stopp zu Rassismus und Nationalismus) trafen sich Aktivisten in Trauerkleidung auf dem Taksim-Platz, zeigten Bilder der Deportierten und legten Blumen nieder.
2011 veranlasste Premierminister Recep Tayyip Erdoğan den Abriss der 2006 von Mehmet Aksoy geschaffenen Skulptur „Denkmal der Menschlichkeit“, die an den Völkermord erinnert hatte.
In einer am Vortag des 24. April 2014 veröffentlichten Botschaft bezeichnete Erdoğan es jedoch als „eine menschliche Pflicht, auch das Gedenken der Armenier an die Erinnerung an das Leid, das die Armenier zu jener Zeit durchlebt haben, zu verstehen und es mit ihnen zu teilen.“ Gegen Ende der Botschaft heißt es im Text: in der Hoffnung auf gemeinsames Gedenken der Toten „wünschen wir, dass die Armenier, die unter den Bedingungen zu Anfang des 20. Jahrhunderts umkamen, in Frieden ruhen, und sprechen ihren Enkeln unser Beileid aus.“ Allerdings bezeichnete er die Taten nicht als Völkermord.
In türkischen Schulbüchern aus dem Jahr 2015 wird der Völkermord nach wie vor geleugnet.
Im Geschichtsbuch für die Klasse 10 heißt es auf Seite 212: „Mit dem Umsiedlungsgesetz wurden nur jene Armenier aus dem Kriegsgebiet entfernt und in die sicheren Regionen des Landes gebracht, die sich an den Aufständen beteiligt hatten. Diese Vorgehensweise hat auch das Leben der übrigen armenischen Bevölkerung gerettet, denn die armenischen Banden haben jene ihrer Landsleute, die sich an den Terrorakten und Aufständen nicht beteiligt hatten, umgebracht.“ Im September 2014 stellten hundert türkische Intellektuelle, unter ihnen der Literaturnobelpreisträger Orhan Pamuk, zwei Forderungen an die Regierung (Davutoğlu I): Sie solle die bislang verwendeten Geschichts-Schulbücher aus dem Verkehr ziehen und sich bei den Armeniern entschuldigen.

### Bewertung durch die Kurden
Kurdische Stämme stellten zahlreiche Mitglieder der Guerillaorganisation Teşkilât-ı Mahsusa, die an den Armenier-Massakern beteiligt war. Andererseits retteten Kurden insbesondere in den Regionen Dersim und Mardin – mitunter aus finanziellen Motiven – zwischen 20.000 und 30.000 Armenier aus den Kolonnen der Deportierten. In den letzten Jahren haben einige kurdische Organisationen und Politiker, darunter der Parlamentsabgeordnete Ahmet Türk, die Beteiligung der Kurden an den Massakern eingeräumt und das armenische Volk für die Taten von damals um Verzeihung gebeten.

### Bewertung in der Geschichtswissenschaft
In der Geschichtswissenschaft werden die Deportationen und die Massaker an den Armeniern seit vielen Jahren ganz überwiegend als Völkermord bewertet und gelten als einer der ersten systematischen Genozide des 20. Jahrhunderts. Zu nennen sind hier unter anderem die Werke von Wolfgang Gust, Vahakn N. Dadrian und Donald Bloxham, die auf breiter Quellengrundlage aus deutschen und amerikanischen Archiven zu der übereinstimmenden Einschätzung kommen, dass die drei führenden Männer der Ittihat ve Terakki Cemiyeti – Enver Pascha, Talât Pascha und Cemal Pascha – die Ermordung von bis zu 1,5 Millionen Armeniern ins Werk setzten. Ihr Ziel war es zum einen, alle nichttürkischen Ethnien aus Kleinasien zu eliminieren, das ein „Nationalheim“ für die Türken („Türk Yurdu“) werden sollte, und zum anderen die „fünfte Kolonne“ der Armenier, die pauschal verdächtigt wurden, mit den Russen gemeinsame Sache zu machen, auszuschalten. Die Tatsache, dass die Verfolgung der Armenier in der Endphase des Krieges und im Türkisch-Armenischen Krieg 1920 auch außerhalb Anatoliens fortgesetzt wurde, etwa beim Armenierpogrom in Baku 1918, wird als Beleg dafür angesehen, dass es den Türken tatsächlich um die vollständige Vernichtung aller Armenier ging. Der Leiter des Berliner Zentrums für Antisemitismusforschung, Wolfgang Benz, beschreibt daher den Völkermord an den Armeniern als typisch für die nachfolgenden Völkermorde des 20. Jahrhunderts: Sie wurden „planmäßig und kaltblütig in Szene gesetzt“, sie waren das Ergebnis „systematischer Planung“, betroffen waren ethnische, religiöse oder kulturelle Minderheiten, die Verfolgung begann unter dem „Vorwand, die Mehrheit sei provoziert worden“, die „Lösung“ des angeblichen Problems wurde als „Umsiedlung, als friedensstiftende Maßnahme“ hingestellt und wurde vollzogen als „Vertreibung, Raub und Mord“. Laut Benz darf im Vergleich mit anderen Völkermorden wie dem an den Armeniern begangenen für Deutsche aber die Singularität der Shoa nicht aus dem Blick geraten.
Einige Wissenschaftler wie Bernard Lewis, Justin McCarthy und Guenter Lewy vertreten die Mindermeinung, dass die Deportationen und die Morde gewiss Verbrechen gewesen seien, man insgesamt aber nicht von einem Völkermord sprechen könne. Der amerikanische Historiker Justin McCarthy glaubt aufgrund demographischer Statistiken, dass während des Ersten Weltkriegs 600.000 Armenier umkamen, das heißt 20 % der armenischen Bevölkerung Anatoliens. Von Anatoliens muslimischer Bevölkerung seien im gleichen Zeitraum 18 % umgekommen, das heißt 2,5 Millionen. Die Gewalttaten seien nicht einseitig gewesen, vielmehr habe in Ostanatolien ein blutiger „Bürgerkrieg“ stattgefunden. Auch nach dem deutschen Politikwissenschaftler Herfried Münkler, der den genozidalen Charakter der Armeniermorde nicht bestreitet, seien in die Konflikte im Osmanischen Reich während des Weltkriegs „Elemente des […] Bürgerkrieges“ mit eingeflossen, was die Grausamkeit „von allen Seiten“ deutlich verstärkt habe. Für den deutsch-amerikanischen Historiker Guenter Lewy war es dagegen durchaus kein Bürgerkrieg, von einem Völkermord könne man aber ebenso wenig sprechen. Völkermord setze eine Zentralsteuerung voraus, für die aber kein authentisches Quellenmaterial vorliege. Die Deportationen und die Massaker seien vielmehr derart improvisiert und chaotisch abgelaufen, dass eine Zentralplanung nicht erkennbar sei. Als Beleg nennt er etwa widersprüchliche Befehle der Jungtürken und Bestrafungen von Morden an Armeniern, zum Beispiel an dem Abgeordneten Krikor Zohrab. Lewy zieht den Schluss: „Unter den Bedingungen der osmanischen Missregierung war es möglich, dass es im Land auch ohne einen vorsätzlichen Vernichtungsplan zu so hohen Verlusten an Menschenleben kam“.

### Völkerrechtliche Aspekte
Für die völkerrechtliche Bewertung der Geschehnisse von 1915/16 als Genozid ist die UN-Konvention über die Verhütung und Bestrafung des Völkermordes maßgeblich. Deren Entstehung geht ihrerseits auf diese Ereignisse zurück. Die Attentate, denen zu Beginn 1920er Jahre einige Verantwortliche für die Massaker zum Opfer gefallen waren, machten den polnischen Staatsrechtler Raphael Lemkin auf das Thema aufmerksam. In der Folge entwickelte er den völkerrechtlichen Straftatbestand des Genozids. Nach dem Zweiten Weltkrieg und dem Holocaust fertigte Lemkin einen Gesetzentwurf zur Bestrafung dieses Verbrechens an, in dem er den von ihm schon früher geprägten Namen „genocide“ verwendete. Diesen Entwurf nahm die Generalversammlung der Vereinten Nationen am 9. Dezember 1948 nahezu unverändert und einstimmig an. Darin wird Völkermord definiert als eine Handlung, „die in der Absicht begangen wird, eine nationale, ethnische, rassische oder religiöse Gruppe als solche ganz oder teilweise zu zerstören.“ Für die Republik Türkei, die die Konvention am 31. Juli 1950 unterzeichnete, trat sie am 12. Januar 1951 in Kraft. Damit erkannte die Türkei auch die Definitionen in den Artikeln I und II an.
Ob die Ereignisse von 1915 bis 1917 als Völkermord im Sinne der UN-Konvention von 1948 zu betrachten sind, hängt auch davon ab, ob diese sich überhaupt auf Ereignisse vor ihrem Inkrafttreten anwenden lässt. Die Ententemächte haben die Verbrechen der Jungtürken jedoch schon im Ersten Weltkrieg – also lange, bevor der Begriff „Genozid“ Eingang in das Völkerrecht gefunden hatte – als Verstoß gegen allgemein geltende Rechtsgrundsätze und als schwere, strafwürdige Verbrechen angesehen. Der Vertrag von Sèvres verlangte ausdrücklich die Bestrafung der für die Massaker und Deportationen Verantwortlichen und verpflichtete die osmanische Regierung in Artikel 230, die Verdächtigen auszuliefern. Artikel 144 verlangte von ihr, das Gesetz von 1915, mit dem das Vermögen der Armenier zu „Aufgegebenem Eigentum“ geworden war, für null und nichtig zu erklären. Der Vertrag von Sèvres wurde zwar nie ratifiziert, doch findet sich ein deutlicher Beweis für seine Relevanz auch in den Materialien der United Nations War Crimes Commission zum Londoner Statut vom August 1945. Dort heißt es

“The provisions of Article 230 in the Peace Treaty of Sèvres were obviously intended to cover, in conformity with the Allied note of 1915 … This article constitutes, therefore, a precedent for Articles 6 c) and 5 c) of the Nuremberg and Tokyo Charters, and offers an example of one of the categories of ‚crimes against humanity‘ as understood by these enactments.”

In einem Rechtsgutachten vom Mai 1951, bei dem es um die Frage eventueller Vorbehalte hinsichtlich der Gültigkeit der Völkermordkonvention ging, verwies der Internationale Gerichtshof schließlich auf die hohen humanitären Ziele dieser Konvention, die den elementarsten Prinzipien der Moralität entsprächen, und führte aus, dass zivilisierte Staaten diese der Konvention zugrunde liegenden Prinzipien ohnehin als bindend ansähen, weswegen sie auch ohne Verpflichtung durch die Konvention Geltung hätten. Daher kann die Konvention rechtlich als Ius Cogens angesehen werden, was bedeutet, dass sie auch Anwendung auf Völkermorde findet, die sich vor ihrem Inkrafttreten ereigneten.

### Bewertung durch internationale Institutionen und Organisationen

#### UN-Menschenrechtskommission
Der 'Unterausschuss für die Verhütung von Diskriminierung und den Schutz von Minderheiten' der UN-Menschenrechtskommission benannte die Ereignisse in einem am 29. August 1985 veröffentlichten Bericht über Völkermordverbrechen als Genozid. In einem Zusatz wurde notiert, dass einige Mitglieder des Unterausschusses Einwände dagegen hatten, weil sie die Massaker an den Armeniern als nicht ausreichend dokumentiert ansahen und bestimmte Beweismittel für gefälscht hielten.
Durch die Annahme des Berichtes durch diesen Unterausschuss der UNO gilt der Völkermord an den Armeniern gleichwohl als von der UNO anerkannt.

#### Europäisches Parlament
Das Europäische Parlament (EP) hat mit den Beschlüssen vom 18. Juni 1987 und 15. November 2001 die Anerkennung des Völkermordes durch den heutigen türkischen Staat zu einer Voraussetzung des EU-Beitritts der Türkei erklärt und am 28. Februar 2002 in einem weiteren Beschluss die Türkei zur Einhaltung dieser Vorgabe gemahnt.
Das EP war 1987 laut eigenen Angaben die erste größere internationale Organisation, die die Ereignisse im Jahr 1915 als Völkermord bezeichnet hat.
Das EP hat am 15. April 2015, anlässlich des 100. Jahrestags des Völkermords an den Armeniern, eine Entschließung verabschiedet und die Türkei aufgefordert, den Völkermord als solchen anzuerkennen sowie ihre Bemühungen, einschließlich der Gewährung des Zugangs zu den Archiven, fortzusetzen.

#### Europäischer Gerichtshof für Menschenrechte
Der Europäische Gerichtshof für Menschenrechte erklärte im Dezember 2013 die Entscheidung von drei Schweizer Gerichtsinstanzen für rechtswidrig, die Doğu Perinçek wegen der Leugnung der Verbrechen an den Armeniern verurteilt hatten. Diese dürfe, so der Gerichtshof, anders als die Leugnung des Holocausts nicht strafrechtlich verfolgt werden, weil der Begriff „Völkermord“ im Falle der Armenier umstritten sei und die Verurteilung Perinçeks daher gegen das Grundrecht auf Meinungsfreiheit verstoße. Die Schweiz legte gegen das Urteil Berufung ein. Die große Kammer des Europäischen Gerichtshofs für Menschenrechte bestätigte am 15. Oktober 2015 das erstinstanzliche Urteil, betonte dabei aber ausdrücklich, dass damit keine Bewertung der Massenmorde und -deportationen an den Armeniern durch das Osmanische Reich verbunden sei. Die große Kammer stellte in ihrer Entscheidung vielmehr klar, dass sie nicht befugt war, darüber zu urteilen, ob es sich bei den Ereignissen um einen Völkermord gehandelt habe.

#### Permanentes Völkertribunal
Das Permanente Völkertribunal untersuchte im Jahre 1984 die Massaker an den Armeniern während des Ersten Weltkriegs und urteilte, dass die Vernichtung der armenischen Bevölkerung durch Deportation und Massaker einen Genozid darstellt, und forderte die Vereinten Nationen sowie alle Mitgliedsstaaten dazu auf, den Völkermord an den Armeniern anzuerkennen. Das Urteil wurde von 13 Vertretern des Tribunals ausgesprochen, die sich Berichte verschiedener Rechtsexperten, aber auch Berichte von Historikern und Überlebenden des Genozids anhörten. Die Vertreter, bestehend aus Nobelpreisträgern und angesehenen internationalen Wissenschaftlern, untersuchten des Weiteren Archivmaterial.
Der unabhängige Prüfungsausschuss des Tribunals bezeichnete den Völkermord an den Armeniern als ein „internationales Verbrechen“ und urteilte, dass die jungtürkische Regierung die Schuld an diesem Völkermord trägt und der türkische Staat die Verantwortung dafür übernehmen und die Realität des Völkermords und die daraus resultierenden Schäden, welche das armenische Volk erlitten hat, offiziell anerkennen muss. Die Erklärung der im Oktober 1923 ausgerufenen Republik Türkei, sie sei zu der Zeit des Völkermords noch nicht existent gewesen, hält das Tribunal für nichtig.

#### International Association of Genocide Scholars
Im Jahre 1997 hat die Internationale Vereinigung von Völkermordforschern einstimmig eine Resolution verabschiedet und die Massaker an über einer Million Armeniern 1915 im Osmanischen Reich als Genozid klassifiziert sowie die Leugnung seitens der Türkischen Republik verurteilt. Im Jahre 2005 verfasste die Organisation einen Offenen Brief an den türkischen Ministerpräsidenten Recep Tayyip Erdoğan und bekräftigte erneut, dass der Völkermord an den Armeniern von hunderten unabhängigen Völkermordforschern anerkannt wurde. Dort findet sich ein Hinweis auf die fehlende Unparteilichkeit von Forschern, die die türkische Regierung und das türkische Parlament beraten haben. Im Jahre 2006 schrieb die Organisation einen weiteren Offenen Brief an jene Historiker, die der türkischen Position der Leugnung des Völkermords folgen, und bezeichnete diese Haltung als ein unverfrorenes Ignorieren überwältigenden historischen und wissenschaftlichen Beweismaterials und forderte ein Jahr später den US-Kongress dazu auf, den Völkermord offiziell anzuerkennen. Insgesamt veröffentlichte die Internationale Vereinigung von Völkermordforschern in den Jahren 1997 bis 2007 vier Resolutionen und Erklärungen, in denen der Völkermord an den Armeniern anerkannt wurde.

#### Türkisch-Armenische Versöhnungskommission
Im Jahre 2001 wurde eine Türkisch-Armenische Versöhnungskommission gegründet, die eine Förderung des Dialogs und der Verständigung zwischen Armenien und der Türkei zum Ziel hatte. Die Kommission beauftragte das International Center for Transitional Justice (ICTJ), die Ereignisse von 1915 zu untersuchen. 2003 kam das ICTJ zu dem Ergebnis, dass die Ereignisse von 1915 alle Straftatbestände der UN-Genozidkonvention erfüllen.

### Bewertungen außerhalb Armeniens und der Türkei

Weltkarte der Staaten, welche den Völkermord an den Armeniern offiziell anerkannt haben (Stand 2019).

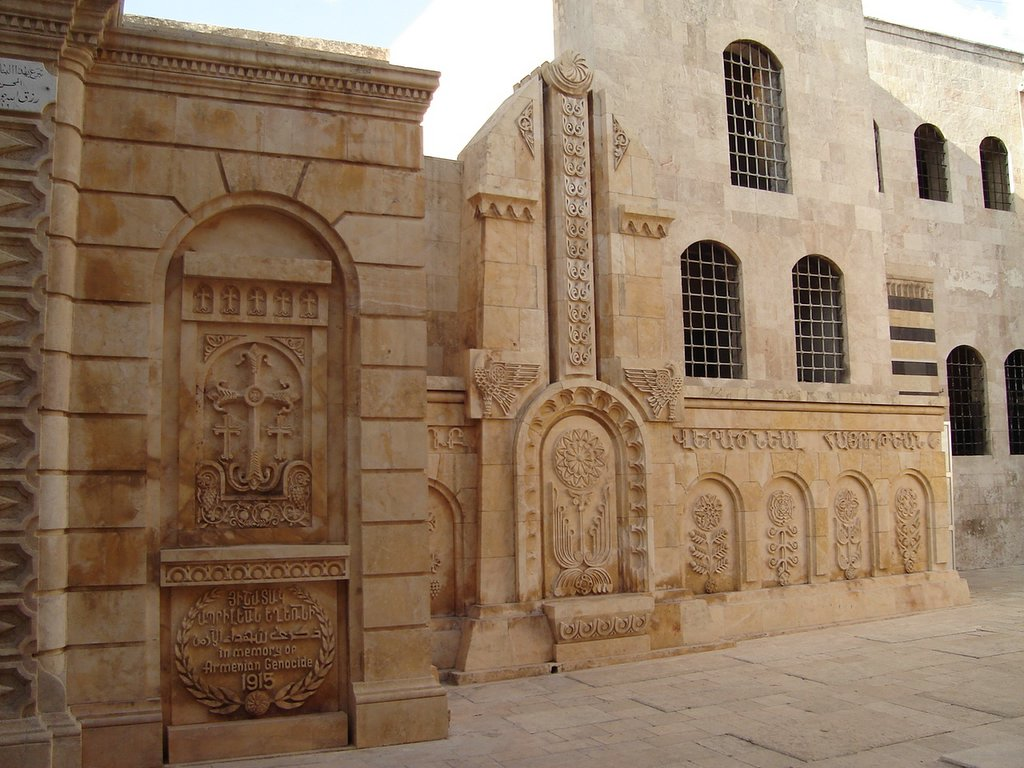
Gedenkstätte im syrischen Aleppo (40-Märtyrer-Kirche)

Seit 1965 haben etliche Staaten die durch den osmanischen Staat begangenen Deportationen und Massaker der Jahre 1915 bis 1917 offiziell als Genozid entsprechend der UN-Völkermordkonvention von 1948 anerkannt (u. a. Argentinien, Belgien, Frankreich, Griechenland, Italien, Kanada, Libanon, Luxemburg, die Niederlande, Österreich, Russland, Schweden, die Schweiz, die Slowakei, Uruguay, die USA und Zypern).
Andere Staaten (so z. B. Israel, Dänemark, Georgien und Aserbaidschan) sprechen (Stand 2008) offiziell nicht von Völkermord.
2009 verurteilte die Regierung Brown (Großbritannien) die Verbrechen, bezeichnete sie aber nicht als Völkermord gemäß der UN-Völkermordkonvention.

#### Brasilien
2015 erkannte der brasilianische Senat den Völkermord an den Armeniern an.
Bereits 1966 wurde an dem nach Armenien benannten Platz Praça Armenia, an der Avenida Santos Dumont im Zentrum São Paulos, mit dem Mahnmal Monumento aos Mártires Armênios (portugiesisch für: Denkmal für die armenischen Märtyrer) in der größten Stadt Brasiliens an den Völkermord erinnert.
An Kirchen und Kulturzentren der armenischen Gemeinde in Brasilien, aber auch an nach Armenien benannten Plätzen in verschiedenen Ortschaften in Brasilien wird an den Völkermord erinnert.

#### Deutschland

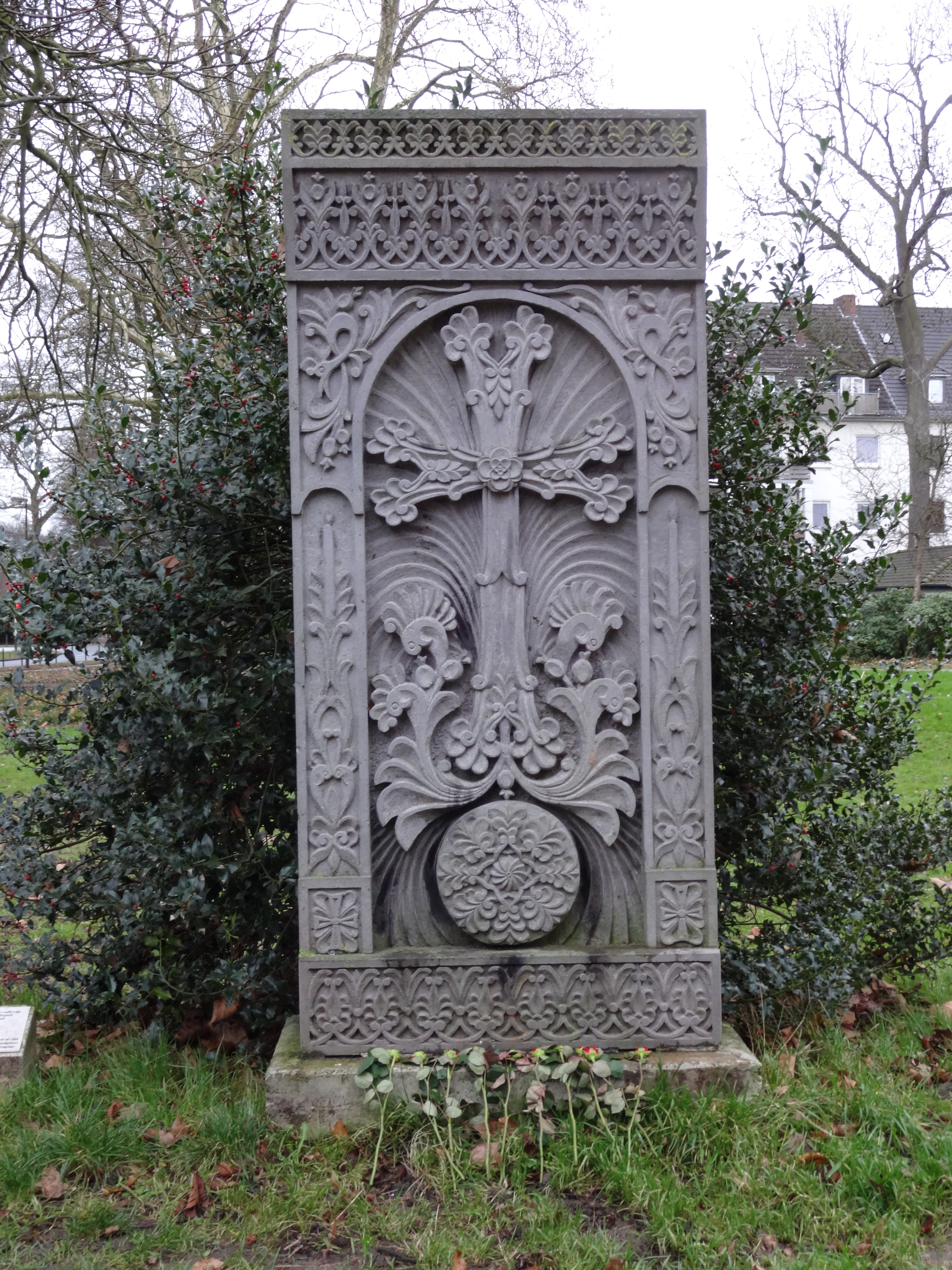
Mahnmal zum Gedenken an den Völkermord an den Armeniern im Nelson-Mandela-Park in Bremen

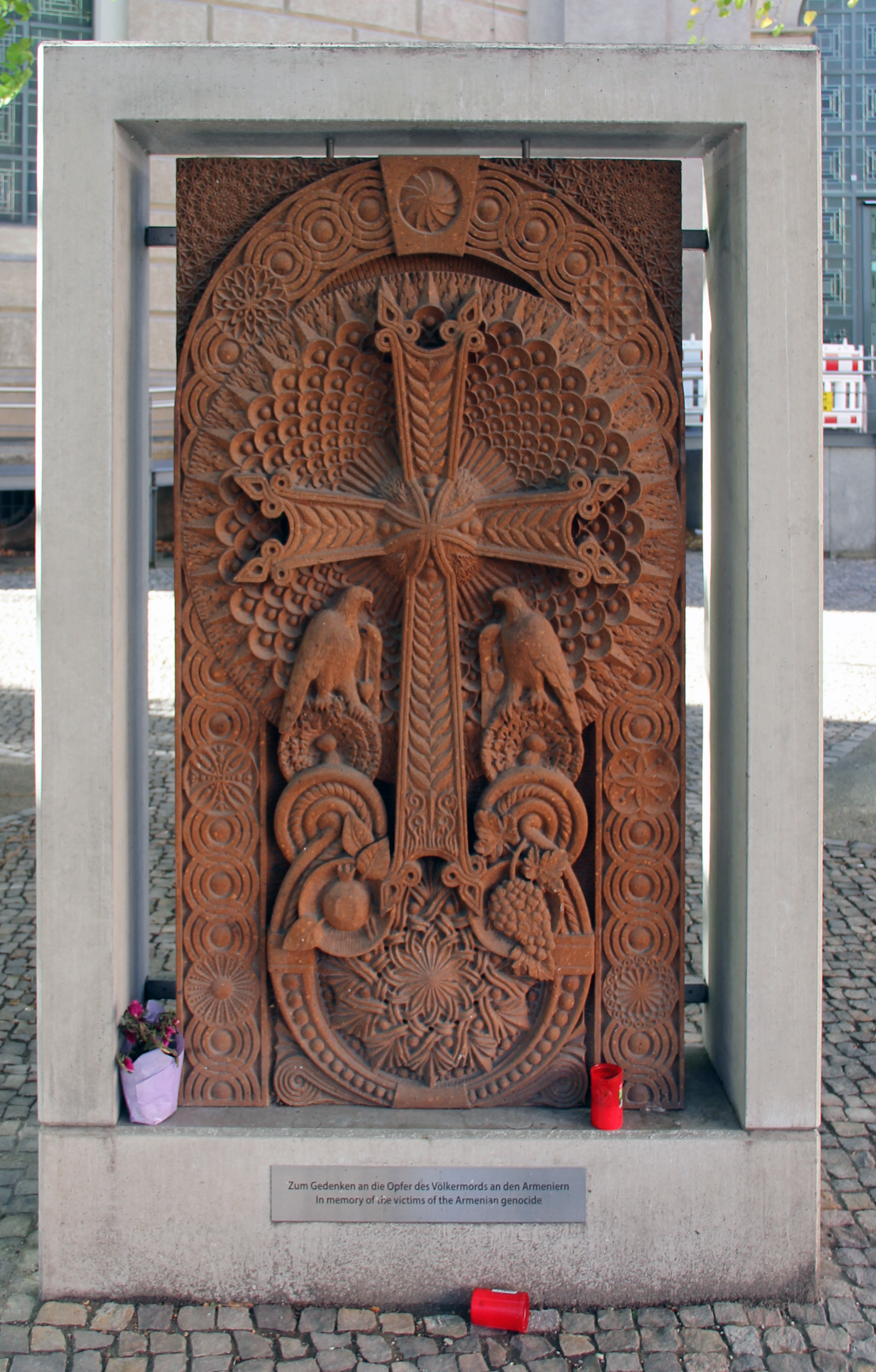
Denkmal in Berlin-Mitte

Der Deutsche Bundestag debattierte im April 2005 erstmals eine von der CDU/CSU-Fraktion eingebrachte Entschließung, nach der die Türkei aufgefordert werden sollte, sich zu ihrer historischen Verantwortung für die Massaker an armenischen Christen im Osmanischen Reich zu bekennen. Die Verfasser des Antrags, die den Begriff „Völkermord“ selbst vermieden, bedauerten „die unrühmliche Rolle des Deutschen Reiches, das angesichts der vielfältigen Informationen über die organisierte Vertreibung und Vernichtung von Armeniern nicht einmal versucht hat, die Gräuel zu stoppen.“ Im Juli desselben Jahres verabschiedete der Bundestag einstimmig einen Antrag aller Fraktionen, in dessen Begründung auf die über eine Million Opfer verwiesen und angeführt wurde, dass zahlreiche unabhängige Historiker, Parlamente und internationale Organisationen die Vertreibung und Vernichtung der Armenier als Völkermord bezeichneten.
In einer Kleinen Anfrage vom 10. Februar 2010 bat die Fraktion Die Linke die damalige Bundesregierung um eine Stellungnahme dazu, ob sie die Massaker an den Armeniern 1915/16 als einen Völkermord im Sinne der UN-Konvention von 1948 betrachte. In der Antwort heißt es: „Die Bundesregierung begrüßt alle Initiativen, die der weiteren Aufarbeitung der geschichtlichen Ereignisse von 1915/16 dienen. Eine Bewertung der Ergebnisse dieser Forschungen sollte Wissenschaftlerinnen/Wissenschaftlern vorbehalten bleiben. Dabei ist die Bundesregierung der Auffassung, dass die Aufarbeitung der tragischen Ereignisse von 1915/16 in erster Linie Sache der beiden betroffenen Länder Türkei und Armenien ist.“ Auf eine weitere Kleine Anfrage antwortete die Bundesregierung am 4. Juni 2010, sie sehe keinen Anlass, an der Authentizität der Dokumente im Politischen Archiv zu zweifeln, und nehme insgesamt keine Bewertung der vorliegenden Ergebnisse wissenschaftlicher Forschung zur Rolle des deutschen Kaiserreichs vor. Sie erwähnte, dass die Konvention über die Verhütung und Bestrafung des Völkermordes nicht rückwirkend gilt.
Im Vorfeld der Bundestagsdebatte zum 100. Jahrestag des Beginns der Deportationen kam es in der großen Koalition zu kontroversen Diskussionen darüber, ob der Völkermord, wie von den Oppositionsparteien gewünscht, beim Namen genannt werden solle oder nicht. Am 14. April 2015 legten die Wissenschaftlichen Dienste des Bundestages ein Papier zum Gedenktag am 24. April vor.
Am 23. April 2015 bezeichnete Bundespräsident Joachim Gauck, als erster Bundespräsident überhaupt, die Armeniermassaker als Völkermord.
Laut Gauck geht es vor allem darum, „die planvolle Vernichtung eines Volkes in ihrer ganzen schrecklichen Wirklichkeit zu erkennen, zu beklagen und zu betrauern“. Er warnte davor, die Debatte „auf Differenzen über einen Begriff“ zu reduzieren.
Am 24. April 2015 beriet der Bundestag drei Anträge (ein gemeinsamer der Union und der SPD sowie jeweils einer der Grünen und der Linken) zum Völkermord an den Armeniern, in denen dieser als solcher bezeichnet wird. Die Oppositionsparteien forderten zudem eine formale Anerkennung entsprechend der Konvention über die Verhütung und Bestrafung des Völkermordes der Vereinten Nationen sowie ein Bekenntnis zur historischen Mitverantwortung des Deutschen Reiches. Bundestagspräsident Norbert Lammert sagte zum Auftakt der Debatte: „Das, was mitten im Ersten Weltkrieg im Osmanischen Reich stattgefunden hat, unter den Augen der Weltöffentlichkeit, war ein Völkermord.“
Am 2. Juni 2016 beschloss der Deutsche Bundestag mit einer Gegenstimme und einer Enthaltung auf Antrag der Fraktionen von CDU/CSU, SPD und Grünen die Resolution „Erinnerung und Gedenken an den Völkermord an den Armeniern und anderen christlichen Minderheiten in den Jahren 1915 und 1916“. Bundeskanzlerin Merkel, Vizekanzler Gabriel und Außenminister Steinmeier hatten nicht an der Debatte teilgenommen.
Im Teil I des Beschlusses des Bundestages heißt es:

„Der Deutsche Bundestag verneigt sich vor den Opfern der Vertreibungen und Massaker an den Armeniern und anderen christlichen Minderheiten des Osmanischen Reichs, die vor über hundert Jahren ihren Anfang nahmen. Er beklagt die Taten der damaligen jungtürkischen Regierung, die zur fast vollständigen Vernichtung der Armenier im Osmanischen Reich geführt haben. Ebenso waren Angehörige anderer christlicher Volksgruppen, insbesondere aramäisch/assyrische und chaldäische Christen von Deportationen und Massakern betroffen. Im Auftrag des damaligen jungtürkischen Regimes begann am 24. April 1915 im osmanischen Konstantinopel die planmäßige Vertreibung und Vernichtung von über einer Million ethnischer Armenier. […] Der Bundestag bedauert die unrühmliche Rolle des Deutschen Reiches, das als militärischer Hauptverbündeter des Osmanischen Reichs trotz eindeutiger Informationen auch von Seiten deutscher Diplomaten und Missionare über die organisierte Vertreibung und Vernichtung der Armenier nicht versucht hat, diese Verbrechen gegen die Menschlichkeit zu stoppen.“

Im Teil II des Beschlusses fordert der Deutsche Bundestag die Bundesregierung u. a. dazu auf, „sich gegenüber der türkischen und der armenischen Regierung für die Ratifizierung der 2009 unterzeichneten Zürcher Protokolle einzusetzen.“ Um die deutsche Vermittlerposition nicht zu gefährden, findet die deutsche Mittäterschaft keine Erwähnung im Beschluss.
Die Türkei hatte die geplante Bundestagsentschließung kritisiert. Ministerpräsident Yıldırım hatte gegenüber Bundeskanzlerin Merkel gesagt, die Entschließung enthalte ungerechte und grundlose Anschuldigungen. Nach der Annahme der Resolution rief die Türkei ihren Botschafter Hüseyin Avni Karslıoğlu aus Berlin zurück. Präsident Erdoğan drohte, die Resolution werde „ernste“ Folgen für die Beziehungen zwischen beiden Ländern haben. Yıldırım sprach von einer „rassistischen armenischen Lobby“, die für die Entscheidung des Bundestages verantwortlich sei. Außenminister Çavuşoğlu warf Deutschland vor, dunkle Kapitel der eigenen Geschichte überdecken zu wollen, indem „die Geschichte anderer Länder angeschwärzt wird“, und kritisierte die Resolution als „unverantwortlich und haltlos“. Justizminister Bozdağ äußerte, die in der Resolution enthaltenen Genozid-Vorwürfe seien eine „Verleumdung“ des Volkes, des Staates, der Geschichte und der Vorfahren der Türken und sagte mit Bezug auf den Holocaust: „Erst verbrennst Du die Juden im Ofen, dann stehst Du auf und klagst das türkische Volk mit Genozidverleumdungen an“. Er forderte von Deutschland: „Kümmere Dich um Deine eigene Geschichte.“ Die türkischstämmigen Abgeordneten des Deutschen Bundestages, die für die Resolution stimmten, seien „Leute mit schlechtem Blut und schlechter Muttermilch [und] können die Türkei nicht vertreten“. Yıldırım sagte, „ungeachtet der Umstände werden wir unsere Beziehungen zu unseren Freunden und Verbündeten fortsetzen“. Deutschland sei ein wichtiger Verbündeter. In der Folge kam es zu Mordaufrufen gegen elf türkischstämmige Bundestagsabgeordnete und Erdoğan forderte die Untersuchung deren Blutes. Bundeskanzlerin Merkel wies Erdoğans Äußerungen zurück.
EU-Parlamentspräsident Martin Schulz kritisierte Erdoğan scharf.
Bundestagspräsident Norbert Lammert sagte bei der Eröffnung einer Sitzung des Plenums: „Dass ein demokratisch gewählter Staatspräsident im 21. Jahrhundert seine Kritik an demokratisch gewählten Abgeordneten des Deutschen Bundestages mit Zweifeln an deren türkischer Abstammung verbindet, ihr Blut als verdorben bezeichnet, hätte ich nicht für möglich gehalten. Und die Verdächtigung von Mitgliedern dieses Parlamentes als Sprachrohr von Terroristen weise ich in aller Form zurück.“
Am 2. September 2016 wurde berichtet, die Bundesregierung wolle sich von der Resolution des Bundestags distanzieren. Geplant sei eine politische Geste an die türkische Regierung, damit deutsche Abgeordnete die auf dem Luftwaffenstützpunkt Incirlik stationierten Bundeswehrsoldaten wieder besuchen dürfen. Daraufhin betonte Bundesaußenminister Frank-Walter Steinmeier (SPD), dass die Resolution keine rechtliche Wirkung habe. Er sagte: „Der deutsche Bundestag hat natürlich jedes Recht und die Freiheit, sich zu politischen Fragen zu äußern. Der Bundestag sagt aber auch selbst, dass nicht jeder Resolution eine rechtliche Bindewirkung zugrunde liegt.“ Aus Opposition und Union rief der berichtete Plan Kritik bzw. Widerstand hervor. Regierungssprecher Steffen Seibert stellte daraufhin klar, die Regierung habe nicht das Recht, sich in Entscheidungen eines anderen Verfassungsorgans einzumischen. Die Resolution sei jedoch kein rechtlich bindendes Dokument. Ein Sprecher des Auswärtigen Amts teilte mit, Minister Steinmeier „stand, er steht und er wird zu der Armenien-Resolution des Deutschen Bundestages stehen“. Bundesjustizminister Heiko Maas (SPD) sagte, es werde „keine Distanzierung von der Armenien-Resolution geben“. Der Bundestag habe das Recht, sich zu jedem Thema zu äußern. Zur Stellungnahme der Bundesregierung sagte der Sprecher der türkischen Botschaft in Berlin, Refik Soğukoğlu: „Wir sehen das generell eher positiv.“ Man schätze vor allem die Aussage Seiberts, „dass den Gerichten die Entscheidung obliegt, was Völkermord ist – und nicht dem Parlament.“ Auch stimme man zu, „dass die Bundesregierung nicht immer die gleiche Meinung haben muss wie der Bundestag.“

#### Frankreich

Denkmal für den Völkermord an den Armeniern in Aix en Provence

Am 30. Januar 2001 wurden die Verbrechen an den Armeniern von 1915 bis 1917 in Frankreich per Gesetz als Völkermord eingestuft. Das Gesetz enthält einen einzigen Satz; er lautet La France reconnaît publiquement le génocide arménien de 1915. („Frankreich erkennt den Genozid an den Armeniern von 1915 öffentlich an.“)
Die Sozialistische Partei (PS) brachte 2006 einen Gesetzentwurf in die Nationalversammlung ein, nach dem die Leugnung des Völkermordes an den Armeniern mit einer Gefängnisstrafe von bis zu einem Jahr und einer Geldbuße von bis zu 45.000 Euro bestraft werden sollte. Ein Großteil der Abgeordneten blieb der Abstimmung fern, als der Entwurf am 12. Oktober 2006 verabschiedet wurde. Letztlich scheiterte das Gesetz im französischen Senat. Dennoch zog der Vorgang erneute Boykottdrohungen gegen französische Produkte von türkischer Seite nach sich.
Am 22. Dezember 2011 verabschiedete die Nationalversammlung ein Gesetz, das bestimmt, dass „die öffentliche Preisung, Leugnung oder grobe Banalisierung von Genoziden, Verbrechen gegen die Menschlichkeit oder Kriegsverbrechen“ mit schweren Haft- und Geldstrafen geahndet werden kann. Das Gesetz betrifft auch den Völkermord an den Armeniern. Als Reaktion zog die türkische Regierung ihren Botschafter auf unbestimmte Zeit aus Frankreich ab und drohte mit Sanktionen. Die französischen Abgeordneten rügten die „unerträglichen Versuche“ der Republik Türkei, Druck auf das Parlament auszuüben. Das Gesetz wurde im Januar 2012 durch den französischen Senat bestätigt. Auf Antrag einer Gruppe von Senatoren wurde das Gesetz zusätzlich vom Verfassungsrat geprüft, der es für verfassungswidrig erklärte, da es gegen die Meinungsfreiheit verstoße.

#### Griechenland
Griechenland erkannte bereits im Jahr 1996 den Völkermord offiziell an. Antonis Samaras legte den Gesetzesentwurf vor, der einstimmig und von allen Parteien des griechischen Parlaments angenommen wurde. Das Gesetz 2397/1996 legt seitdem fest, dass der 24. April der Gedenktag des Völkermordes der Armenier durch die Türkei ist. Darüber hinaus stellt ein Gesetz die Leugnung des Völkermordes unter Strafe.

#### Israel
Israel verwendet die Begriffe Völkermord und Genozid in Bezug auf die Vorkommnisse von 1915/16 nicht.
2001 sagte der damalige Außenminister Israels Schimon Peres in einem Interview, die Armenier hätten zwar eine Tragödie durchlebt, jedoch keinen Völkermord. Am 26. Dezember 2011 wurde der Völkermord an den Armeniern erstmals in der Knesset diskutiert, und zwar im Komitee für Bildung, Sport und Kultur. Dabei ging es darum, ob dieser Völkermord anerkannt werden könne. Weiter wurde ein Gesetzentwurf diskutiert, wonach der 24. April ein „Gedenktag an das Massaker am armenischen Volk“ sein soll. Nach Einwänden aus dem Büro des israelischen Ministerpräsidenten Benjamin Netanjahu und auf Bitten des Vorsitzenden des nationalen Sicherheitsrates, Yaakov Amidror, wurden die Diskussionen ohne Ergebnis vertagt. Parlamentspräsident Reuven Rivlin (Likud) meinte: „Wir haben die moralische Pflicht, uns selbst und die Welt an die Tragödie des armenischen Volkes zu erinnern.“ Rivlin setzt sich seit 1989 zusammen mit Chaim Oron (Meretz) dafür ein, den Genozid jedes Jahr auf die politische Agenda zu setzen (siehe auch Erinnerungskultur). „Wir rufen die Nationen auf, den Holocaust nicht zu leugnen, und so haben wir Juden kein Recht, die Tragödie eines anderen Volkes nicht anzuerkennen. Dies ist keine politische, sondern eine moralische Angelegenheit“, so Rivlin. Ein anderer Initiator des Vorstoßes, Arieh Eldad (Hatikva), meinte: „Früher durfte man über diese Frage nicht reden, weil wir so gute Beziehungen mit der Türkei hatten. Jetzt soll man es nicht tun, weil die Beziehungen so schlecht sind. Wann also wird der richtige Moment dafür sein?“ Der Ausschussvorsitzende Alex Miller (Jisra’el Beitenu) betonte die „erzieherische und akademische“ und dementiert jegliche „diplomatische und sicherheitspolitische“ Motivation der Debatte. Einige Beobachter deuten diese Debatte als „Provokation im andauernden israelisch-türkischen Streit“, der durch den Ship-to-Gaza-Zwischenfall am 31. Mai 2010 entstand. Parlamentspräsident Reuven Rivlin dagegen dementierte jegliche politische Motivation.

#### Niederlande
Das Unterhaus des Niederländischen Parlaments erkannte am 22. Februar 2018 fast einstimmig (142:3 Abgeordnete) den an Armeniern begangenen Völkermord als solchen an.

#### Österreich
Der österreichische Nationalrat gab am 21. April 2015 anlässlich des 100. Jahrestags des Völkermords eine von den Vorsitzenden aller Fraktionen unterzeichnete Erklärung ab, die den Völkermord an den Armeniern als solchen benennt und verurteilt. Weiter heißt es darin, aufgrund seiner historischen Verantwortung als einstiger Verbündeter des Osmanischen Reichs sei Österreich zu diesem Schritt verpflichtet. Die Türkei solle sich ihrer Vergangenheit stellen, sie aufarbeiten und die an Armeniern begangenen Verbrechen ebenfalls als Genozid anerkennen.
Die türkische Regierung (Davutoğlu) protestierte gegen die Erklärung und die ihrer Ansicht nach „voreingenommene Haltung“ des Nationalrats und zog ihren Botschafter aus Wien ab.

#### Schweden
Schweden stufte die Ereignisse am 11. März 2010 in einer Resolution (bei einem knappen Stimmenvergleich von 131 zu 130) bei einer Reichstagssitzung als Völkermord ein. Deswegen beorderte die türkische Regierung ihre Botschafterin Zergün Korutürk aus Stockholm zurück, die vor ihrer Abreise schwere Vorwürfe gegen die schwedische Regierung äußerte. Der türkische Regierungschef Recep Tayyip Erdoğan sagte zudem aus Protest einen geplanten Schweden-Besuch ab.

#### Slowakei
Die Slowakei stufte die Ereignisse am 30. November 2004 in der Resolution Nr. 1341 des Nationalrates der Slowakischen Republik als Völkermord ein. In der Slowakei steht die Leugnung des Völkermordes an den Armeniern unter Strafe. In der Slowakei gibt es zwei Gedenkstätten für die Opfer, eine in Bratislava und eine in Košice.

#### Syrien
Während anhaltender Kampfhandlungen im Rahmen des syrischen Bürgerkriegs, an dem türkische Truppen auf Seiten syrischer Oppositioneller kämpften, erkannte das syrische Parlament am 13. Februar 2020 den Völkermord an den Armeniern offiziell an.

#### Vatikan
Der Vatikan erhielt erste Berichte über Massaker im Juni 1915.
Der Apostolische Delegat in Konstantinopel, Msgr. Angelo Maria Dolci, berichtete dem Vatikan. Unter anderem sandte er Kardinalstaatssekretär Pietro Gasparri und Kardinal Girolamo Gotti am 30. Juli 1915 einen detaillierten Bericht.
Benedikt XV., Papst von 1914 bis 1922, intervenierte in den Jahren 1915 bis 1918 mehrfach sowohl beim Osmanischen Reich als auch in Deutschland und Österreich-Ungarn erfolglos zugunsten der Armenier.
Papst Johannes Paul II. bezeichnete während seines Armenien-Besuchs (September 2001) die Verfolgung als „Genozid“. Ignatius Maloyan, damals Erzbischof von Mardin und am 11. Juni 1915 ermordet, wurde am 7. Oktober 2001 durch Johannes Paul II. als Märtyrer anerkannt und seliggesprochen.
Papst Franziskus bezeichnete die Gräueltaten an den Armeniern am 3. Juni 2013 während einer Zusammenkunft mit dem armenisch-katholischen Patriarchen Nerses Bedros XIX. Tarmouni im Vatikan als „den ersten Genozid des 20. Jahrhunderts“, wogegen das türkische Außenministerium protestierte. In einer Messe am 12. April 2015 wiederholte er dies sinngemäß, es habe im vergangenen Jahrhundert drei gewaltige und beispiellose Tragödien gegeben. Die erste dieser Tragödien, die weithin als erster Völkermord des 20. Jahrhunderts gelte, habe das armenische Volk getroffen.
Die türkische Regierung (Kabinett Davutoğlu I unter Staatspräsident Erdoğan) bestellte daraufhin den Apostolischen Nuntius in Ankara ein.
Am 24. Juni 2016, dem ersten Tag seines Besuchs in Armenien, bezeichnete Franziskus die Verfolgung der Armenier erneut als Tragödie und Genozid.
Der türkische Vize-Regierungschef Nurettin Canikli äußerte, die Erklärung sei „sehr unglücklich“, habe „keinerlei Bezug zur Realität“ und zeige eine „Kreuzfahrermentalität“ des Papstes.

#### Vereinigte Staaten von Amerika
Im Jahr 1951 stuften Anwälte der amerikanischen Regierung die Ereignisse von 1915 als Völkermord gemäß der entsprechenden UN-Konvention von 1948 ein, als sie vom Internationalen Gerichtshof um eine Stellungnahme gebeten wurden. Um das Jahr 1965, also zum 50. Jahrestag des Beginns der Ereignisse, gewann das politische Bestreben der armenischen Diaspora nach einer Anerkennung des Genozids auch in den Vereinigten Staaten an Momentum. In einer Proklamation zum Holocaust führte Ronald Reagan im April 1981 die Massenmorde im Osmanischen Reich und in Kambodscha unter Pol Pot als Genozide an. Nach der Ermordung des türkischen Konsuls Kemal Arıkan durch zwei armenische Amerikaner im Januar 1982 in Los Angeles änderte er seine Haltung. Zum einen war er über das Attentat in seinem Heimatstaat Kalifornien empört, zum anderen war die Türkei während des Kalten Krieges ein wichtiger NATO-Partner. Sieben Monate später veröffentlichte das Außenministerium einen Artikel über „armenischen Terrorismus“. In diesem stand unter anderem die Feststellung, dass Terroristen mit dem Genozidvorwurf an die Türkei ihre Gewalttaten rechtfertigten. Des Weiteren hieß es, dass die amerikanische Regierung sich die Einstufung der Ereignisse von 1915 als Genozid nicht zu eigen machte. Anders als im Kongress war die Bezeichnung Genozid an den Armeniern danach bis auf Weiteres aus dem offiziellen Sprachgebrauch des Weißen Hauses gestrichen.
Im Kongress hingegen betrieb der armenisch-amerikanische Unternehmer Stephen Mugar in den 1970er Jahren Lobbyarbeit für die Anerkennung der Ereignisse von 1915 als Genozid. Er konnte dabei den Sprecher des Repräsentantenhauses Tip O’Neill aus Massachusetts für die Sache gewinnen. In dessen Kongresswahlbezirk lag Watertown, das eines der wichtigsten Zentren der armenischen Diaspora in den Vereinigten Staaten ist. Im Jahr 1975 dirigierte O’Neill mit Erfolg eine Resolution durch das Repräsentantenhaus, die den 24. April zum „Nationalen Gedenktag an die Unmenschlichkeit von Menschen untereinander“ (National Day of Remembrance of Man’s Inhumanity to Man), um alle Opfer von Genoziden zu ehren. In der Resolution wurde explizit der Völkermord an den Armeniern genannt, womit sie für lange Zeit die letzte blieb, die dies tat. Im Senat setzte sich Bob Dole für eine erneute Ausrufung dieses Gedenktages ein, scheiterte damit aber 1990.
In den Vereinigten Staaten dauert eine Diskussion über die Einschätzung der Massaker seit Jahren an. Resolution 596 wurde am 27. September 2000 in den US-Kongress gebracht mit dem Ziel, der Kongress möge die Geschehnisse offiziell als Völkermord anerkennen.
US-Präsident Bill Clinton drängte mit Schreiben vom 19. Oktober 2000 den Sprecher des Repräsentantenhauses der Vereinigten Staaten Dennis Hastert, die Resolution 596 von der Tagesordnung zu nehmen.
Am 10. Oktober 2007 stimmte der Auswärtige Ausschuss des Repräsentantenhauses mehrheitlich einer Resolution zu, die aussagt, dass die Verfolgung und Vertreibung von Armeniern im Osmanischen Reich im Ersten Weltkrieg als „Völkermord“ eingestuft werden soll. US-Präsident George W. Bush und das US-Außenministerium äußerten die Befürchtung, die Entscheidung könne die Beziehungen zur Türkei verschlechtern. Die türkische Regierung rief einen Tag später ihren Botschafter aus den USA vorübergehend zurück. Diese Sorge teilten acht ehemalige Außenminister, so dass der Kongress die Resolution letztendlich fallen ließ. Am 18. Oktober 2007 meldeten Medien, die Türkei habe dem Kongressmitglied Robert L. Livingston zwölf Mio. US-Dollar für Lobby-Arbeit gegen die Armenien-Resolution gezahlt.
Barack Obama, von 2009 bis 2017 US-Präsident, hatte seinen Wahlkampf unter anderem mit dem Versprechen geführt, er werde als erster US-Präsident die türkischen Massaker an den Armeniern als „Völkermord“ bezeichnen. Am 24. April 2009, an dem Armenier in aller Welt wie alljährlich der Massaker gedachten, vermied Obama in einer Erklärung allerdings den Begriff Genozid, erinnerte aber an seine früheren Stellungnahmen dazu, in denen er diesen Begriff verwendet hatte. Er wählte stattdessen die armenische Bezeichnung „Meds Yeghern“ und ließ keinen Zweifel an seiner Einordnung der historischen Geschehnisse als große Gräueltaten, die 1,5 Millionen Armenier bei den Massakern und auf den Todesmärschen das Leben gekostet hätten. Der auswärtige Ausschuss des US-Repräsentantenhauses bezeichnete im März 2010 in einer Resolution die Ereignisse als Völkermord. Der Vorsitzende des auswärtigen Ausschusses, Howard Berman, kommentierte die Entscheidung des Repräsentantenhauses mit den Worten: „Deutschland hat die Verantwortung für den Holocaust akzeptiert. Für die Türkei ist es jetzt Zeit, die Realitäten des Genozids an den Armeniern zu akzeptieren.“
Obama forderte im April 2011 von der Türkei eine umfassende historische Anerkennung der Massaker an den Armeniern. Von Völkermord sprach er erneut nicht. Der türkische Botschafter in den USA, Namık Tan, wies Obamas Kritik zurück. Obamas Erklärung zeuge von einer „ungenauen, fehlerhaften und politisch einseitigen Geschichtsbetrachtung“; seine Aussagen seien „inakzeptabel“ und „unvertretbar“.
Mit 405 zu 11 Stimmen votierte das US-Repräsentantenhaus am 29. Oktober 2019 für eine Resolution, die die Deportation und Ermordung der Armenier im Osmanischen Reich zum Völkermord erklärte. 13 Abgeordnete enthielten sich der Stimme. Gegen die Resolution stimmten 11 Abgeordnete der Republikanischen Partei. Am 12. Dezember 2019 stimmte der Senat dieser Resolution einstimmig zu.
Am 24. April 2021 erkannten die USA die Gräueltaten an den Armeniern als Völkermord an. Damit löste US-Präsident Biden ein Wahlversprechen ein.
Biden sagte unter anderem: Wir bestätigen die Geschichte. Wir tun dies nicht, um Schuld zuzuweisen, sondern um sicherzustellen, dass sich das, was geschehen ist, niemals wiederholt.

## Filme

### Dokumentarfilme
- 1976: Michael Hagopian: englisch The Forgotten Genocide.[328]
- 1986: Ralph Giordano: Die armenische Frage existiert nicht mehr – Tragödie eines Volkes. Ralph Giordanos Film löste in Deutschland eine Welle türkischer Proteste aus. Giordano selbst wurde von türkischer Seite massiv bedroht und beschimpft. Nach der Erstausstrahlung 1986 blieb der Film bis 2005 beim WDR unter striktem Verschluss, der zeitweilig sogar die Existenz des Filmes bestritt.[329] Die Heinrich-Böll-Stiftung bezeichnete Giordanos Film als „bahnbrechend“[330]
- 1988: PeÅ Holmqvist und Suzanne Khardalian: englisch Back to Ararat.
- 2002: James Miller: Armenia: The Betrayed[331]
- 2003: İsmail Umaç: Sarı Gelin – The true Story („Die Blonde Braut“). Der Name geht zurück auf das Volkslied Sarı Gelin. Dieser Dokumentarfilm entspricht der offiziellen türkischen Sicht auf die Geschehnisse.[3][332] Er ist auch in der Türkei umstritten und wird von der Stiftung für Geschichte (ehemals Stiftung für Wirtschafts- und Sozialgeschichte der Türkei) als Propaganda[333] sowie von kritischer Seite als unwissenschaftlich[334] und anti-armenisch eingestuft.[332] Ihn wollte das Erziehungsministerium der Republik Türkei im Jahr 2008 an alle Grundschulen der Türkei versenden. Nach Protesten dagegen erklärte das Ministerium, die Dokumentation sei als pädagogisches Material für Lehrer, nicht jedoch als Unterrichtsmaterial gedacht gewesen. Die Zusendung an die Schulen wurde abgebrochen. In dieser Dokumentation wird unter anderem der Standpunkt vertreten, es habe keinen Völkermord an den Armeniern gegeben. Die Armenier trügen die Hauptschuld an der Eskalation der Ereignisse.
- 2004: Laurence Jourdan: französisch Le génocide arménien.[335]
- 2006: Carla Garapedian: englisch Screamers[336]
- 2006: Andrew Goldberg: The Armenian Genocide[337][338]
- 2009: Daniel Guthmann: Die Grenze der Versöhnung: Das Kreuz der Armenier mit der Türkei[339]
- 2010: Eric Friedler: Aghet – Ein Völkermord. Der deutsche Dokumentarfilm wurde am 21. Juli 2010 auch im Kongress der Vereinigten Staaten aufgeführt,[340] wurde mehrfach ausgezeichnet und führte in Deutschland zu Protesten von türkischer Seite, die durch eine öffentliche Stellungnahme des damaligen ARD-Vorsitzenden Peter Boudgoust beantwortet wurden.[341] Er wurde von der ARD gesendet.[342]
- 2010: Eric Friedler: Die Leugnung – Die Türkei und ihre Vergangenheit[343]
- 2011: Suzanne Khardalian: Grandma’s Tattoos[344][345]
- 2012: Tigran Xzmalyan: Armin T. Wegner – Der Fotograf des Genozids[346]
- 2013: Bared Maronian: Orphans of the Genocide[347][348]
- 2015: Aram Shahbazyan: Map of Salvation[349]
- 2015: Eike Petering: Der vergessene Völkermord – Das Schicksal der Armenier, gesendet vom ZDF am 24. April 2015, 19:45 Uhr.[350]
- 2022: Aurora – Star wider Willen (Aurora’s Sunrise), Armenien / Deutschland / Litauen, Regie: Inna Sahakyan, über Aurora Mardiganian[351]

### Spielfilme
- 1918: Oscar Apfel: englisch Ravished Armenia auch: englisch Auction of Souls
- 1988: Don Askarian: Komitas[352][353][354]
- 1991/92: Henri Verneuil: Mayrig, 1991, und französisch 588, rue Paradis, 1992 (zweiteiliger Spielfilm mit Omar Sharif und Claudia Cardinale)
- 1992: Don Askarian: Avetik[353][355]
- 2001: Don Askarian: On the Old Roman Road[353][356]
- 2002: Ararat, Kanada / Frankreich, Regie: Atom Egoyan
- 2007: Das Haus der Lerchen (La Masseria delle allodole), internationale Koproduktion, Regie: Paolo und Vittorio Taviani
- 2014: The Cut, internationale Koproduktion, Regie: Fatih Akin, mit Tahar Rahim, Simon Abkarian, Makram Khoury[357]
- 2015: 1915, USA, Regie: Garin Hovannisian, mit Simon Abkarian, Angela Sarafyan, Samuel Page, Jim Piddock, Debra Christofferson[358]
- 2016: The Promise – Die Erinnerung bleibt (The Promise), USA / Spanien, Regie: Terry George, mit Oscar Isaac, Charlotte Le Bon, Christian Bale, Shohreh Aghdashloo[359]

## Musik
- Charles Aznavour: Ils sont tombés [Sie fielen.], 1975.
- Gregg Bendian: After Chomaklou Was a Desert (Threnody to the Victims of the Armenian Genocide) [Nach Chomaklou war eine Wüste (Klagelied für die Opfer des armenischen Völkermordes)], 1996.
- Alan Hovhaness: 1. Sinfonie Exile, 1936 (1. u. 3. Satz), 1970 (2. Satz).
- Alan Hovhaness: Norahrash. Mystery Of the Holy Martyrs, Op. 251, 1976 (3. Satz der Suite Khorhoort Nahadagats)
- System of a Down: P.L.U.C.K. or Politically Lying, Unholy, Cowardly Killers.
- System of a Down: Forest
- System of a Down: Holy Mountains
- Serj Tankian: Yes, It’s Genocide
- Integrity: englisch Armenian Persecution[360]
- Haig Vartan: Requiem. 2001.
- R-Mean: Open Wounds[361][362]
- Juan María Solare: Verchin Oror [Letztes Wiegenlied], 2015. Monodrama für Mezzosopran und instrumentales Quintett mit Text von Ruben Sevak (1885–1915)

## Literarische Werke
- Franz Werfel: Die vierzig Tage des Musa Dagh. 2 Bände. Zsolnay, Berlin 1933; Fischer Taschenbuch, Frankfurt am Main 1990, ISBN 3-596-29458-4.
- Peter Balakian: Die Hunde vom Ararat. Eine armenische Kindheit in Amerika. Paul Zsolnay Verlag, Wien 2000, ISBN 3-552-04951-7 (amerikanischer Originaltitel: Black Dog of Fate. A Memoir. Basic Books, New York, 1997).
- Jochen Mangelsen: Ophelias lange Reise nach Berlin. Donat, Bremen 2001, ISBN 3-934836-02-X.
- Edgar Hilsenrath: Das Märchen vom letzten Gedanken. Dittrich, Köln 2005, ISBN 3-937717-04-8 (Erstausgabe: 1989).
- Doğan Akhanlı: Die Richter des Jüngsten Gerichts (türkischer Originaltitel: Kıyamet günü yargiļarı). Kitab, Klagenfurt 2007, ISBN 978-3-902005-98-4.
- Ahmet Ümit: Patasana. Deutsche Ausgabe. Dagyeli, Berlin 2009, ISBN 978-3-935597-74-6.
- Fethiye Çetin: Meine Großmutter (türkischer Originaltitel: Anneannem). Verlag auf dem Ruffel, Engelschoff 2011, ISBN 978-3-933847-32-4.
- Chris Bohjalian: The Sandcastle Girls. Vintage Books, New York, NY 2013, ISBN 978-0-307-74391-6.
- Martin von Arndt: Tage der Nemesis. ars vivendi, Cadolzburg 2014, ISBN 978-3-86913-424-6.

## Theater
- Hans-Werner Kroesinger: Musa Dagh – Tage des Widerstands, Premiere am 7. März 2015, im Maxim Gorki Theater, Berlin.

## Hörspiele
- Kai Grehn: Der Prozess Talaat Pascha. Halbdokumentarisches Hörspiel.[363]

### Erinnerungen
- Peter Balakian: Die Hunde vom Ararat. Eine armenische Kindheit in Amerika. Zsolnay, Wien 2000, ISBN 3-552-04951-7 (halbdokumentarisch).
- Mihran Dabag, Kristin Platt: Verlust und Vermächtnis. Überlebende des Genozids an den Armeniern erinnern sich. Verlag Ferdinand Schöningh, Paderborn, 2. durchgesehene Aufl. 2016, ISBN 978-3-506-78483-4.
- Jakob Künzler: Im Lande des Blutes und der Tränen. Erlebnisse in Mesopotamien während des Weltkrieges. Tempel, Potsdam 1921; Neuauflage im Chronos, Zürich 2004, ISBN 3-905313-06-5.
- Therese Lehmann-Haupt: Erlebnisse eines zwölfjährigen Knaben während der armenischen Deportationen: Aufgezeichnet nach dem mündlichen Bericht des Knaben. Donat und Temmen, Bremen 1985, ISBN 3-924444-05-6.
- Wilhelm Litten: Der Todesgang des armenischen Volkes. Augenzeugenbericht des Konsuls Litten von seiner Fahrt von Bagdad nach Aleppo – Berlin 1925. epubli, Berlin 2014, ISBN 978-3-7375-0342-6. Auch in: Wilhelm Litten: Persische Flitterwochen. Verlag von Georg Stilke, Berlin 1925, S. 293–312.
- Manuschak Karnusian: Unsere Wurzeln, unser Leben: Armenierinnen und Armenier in der Schweiz. Mit Hintergrundtexten von Jürg Steiner und Fotos von Alexander Egger. Stämpfli, Bern 2015, ISBN 978-3-7272-1433-2.
- Nazan Maksudyan: Antarams Reise. In: Leibniz-Gemeinschaft (Hrsg.): Leibniz Magazin. Band 2, 2017, ISSN 2192-7847, S. 64–69 (web.archive.org [PDF; 11,3 MB; abgerufen am 29. August 2021]).

### Sekundärliteratur
- Taner Akçam: Armenien und der Völkermord. Die Istanbuler Prozesse und die türkische Nationalbewegung. 2. Auflage. Hamburger Ed., Hamburg 2004, ISBN 3-930908-99-9.
- Taner Akçam: A Shameful Act: The Armenian Genocide and the Question of Turkish Responsibility. Ins Englische übersetzt von Paul Bessemer. Metropolitan Books, New York 2006, ISBN 0-8050-7932-7. (türkisches Original: İnsan Hakları ve Ermeni Sorunu. Ankara 1999, ISBN 975-533-246-4) Paperback: Picador 2007, ISBN 978-0-8050-8665-2.
- Taner Akçam: The Young Turks’ crime against humanity: The Armenian genocide and ethnic cleansing in the Ottoman Empire. Princeton University Press, Princeton 2012, ISBN 978-0-691-15333-9.
- Richard Albrecht: Genozidpolitik im 20. Jahrhundert. Band 2: Armenozid. Shaker, Aachen 2007, ISBN 978-3-8322-5738-5.
- Alexander Bahar: Der verdrängte Völkermord an den Armeniern im ersten Weltkrieg. In: Bulletin für Faschismus- und Weltkriegsforschung. Heft 24, edition organon, Berlin 2005.
- Peter Balakian: The Burning Tigris. The Armenian Genocide and America’s Response. Harper-Collins, New York 2003, ISBN 0-06-019840-0.
- Jörg Berlin, Adrian Klenner (Hrsg.): Völkermord oder Umsiedlung? Das Schicksal der Armenier im Osmanischen Reich, Darstellung und Dokumente PapyRossa. Köln 2006, ISBN 978-3-89438-346-6.
- Martin Bitschnau (Hrsg.): Armenien: Tabu und Trauma. Band 1: Die Fakten im Überblick. Apyrenum press, Wien 2010, ISBN 978-3-902772-01-5.
- Donald Bloxham: The Great Game of Genocide: Imperialism, Nationalism, and the Destruction of the Ottoman Armenians. Oxford University Press, New York 2005, ISBN 0-19-927356-1.
- Vicken Cheterian: Open Wounds: Armenians, Turks and a Century of Genocide. Oxford University Press, Oxford 2015, ISBN 978-0-19-026350-8.
- Mihran Dabag: Jungtürkische Visionen und der Völkermord an den Armeniern. In: Mihran Dabag, Kristin Platt: Genozid und Moderne. Band 1, Leske und Budrich, Opladen 1998, ISBN 3-8100-1822-8.
- Vahakn N. Dadrian: The History of the Armenian Genocide: Ethnic Conflict from the Balkans to Anatolia to the Caucasus. Berghahn Books, Oxford/Providence 2004, ISBN 1-57181-666-6.
- Eva Ingeborg Fleischhauer: Der deutsche Anteil am osmanischen Völkermord 1915–1916. Edition Winterwork, Borsdorf 2015, ISBN 978-3-86468-940-6 (Rezension).
- Christian Gerlach: Teilnehmen und profitieren. Die Vernichtung der Armenier 1915–1923. In: ders.: Extrem gewalttätige Gesellschaften. Massengewalt im 20. Jahrhundert. DVA, München 2011, ISBN 978-3-421-04321-4, S. 124–161.
- Gesellschaft für bedrohte Völker (Hrsg.): Das Verbrechen des Schweigens: Die Verhandlungen des türkischen Völkermordes an den Armeniern vor dem Ständigen Tribunal der Völker (Paris, 13.–16.4.1984). (Originaltitel Le crime de silence), GfbV, Göttingen 1985, ISBN 3-922197-14-0.
- Jürgen Gottschlich: Beihilfe zum Völkermord. Deutschlands Rolle bei der Vernichtung der Armenier. Ch. Links, Berlin 2015, ISBN 978-3-86153-817-2.
- Wolfgang Gust (Hrsg.): Der Völkermord an den Armeniern 1915/16. Dokumente aus dem Politischen Archiv des deutschen Auswärtigen Amtes. Zu Klampen Verlag, Springe 2005, ISBN 3-934920-59-4.
- Yusuf Halaçoğlu: Die Armenierfrage. Wieser, Klagenfurt 2006, ISBN 3-85129-535-8.
- Yusuf Halaçoğlu: Sürgünden Soykırıma Ermeni İddiaları. Babıali Kültür Yayıncılığı, Ankara 2006, ISBN 975-8486-96-9.
- Yusuf Halaçoğlu: Tarih Gelecektir. Babıali Kültür Yayıncılığı, Ankara 2007, ISBN 978-9944-118-32-3.
- Rolf Hosfeld: Operation Nemesis: Die Türkei, Deutschland und der Völkermord an den Armeniern. Kiepenheuer und Witsch, Köln 2005, ISBN 3-462-03468-5.
- Rolf Hosfeld: Tod in der Wüste. Völkermord an den Armeniern. Beck, München 2015, ISBN 978-3-406-67451-8.
- Rolf Hosfeld mit Christin Prschichholz (Hrsg.): Das Deutsche Reich und der Völkermord an den Armeniern. Wallstein, Göttingen 2017, ISBN 978-3-8353-1897-7.
- Tatjana Holter: Völkermord im Parlament: der schlichte Parlamentsbeschluss des Deutschen Bundestages zur Anerkennung des Völkermords an den Armeniern als Problem zwischen Verfassung und Politik. Berlin: Duncker & Humblot, 2020, ISBN 978-3-428-15793-8 Dissertation, Humboldt-Universität zu Berlin, 2018
- Gor Hovhannisyan: Der Völkermord an den Armeniern. In: Gerald G. Sander und Ingo Wetter (Hrsg.): Die Europäische Union und die Türkei: Chancen und Herausforderungen eines Beitritts (= Schriften zu Mittel- und Osteuropa in der Europäischen Integration (SMOEI), Band 9). Hamburg 2009, ISBN 978-3-8300-4217-4, S. 209–227.
- Raymond Kévorkian: Le Génocide des Arméniens. Odile Jacob, Paris 2006, ISBN 2-7381-1830-5.
- Hans-Lukas Kieser, Dominik J.Schaller (Hrsg.): Der Völkermord an den Armeniern und die Shoah – The Armenian Genocide and the Shoa. Chronos, Zürich 2002, ISBN 3-0340-0561-X.
- Hans-Lukas Kieser (Hrsg.): Die armenische Frage und die Schweiz (1896–1923) – La question armenienne et la Suisse (1896–1923). Chronos Verlag, Zürich 1999, ISBN 3-905313-05-7.
- Hans-Lukas Kieser: Der verpasste Friede – Mission, Ethnie und Staat in den Ostprovinzen der Türkei, 1839–1938. Chronos, Zürich 2000, ISBN 3-905313-49-9.
- Hans Lukas Kieser (Hrsg.): Der Völkermord an den Armeniern, die Türkei und Europa = The Armenian Genocide, Turkey and Europe. Zürich 2006, ISBN 3-0340-0789-2.
- Guenter Lewy: The Armenian Massacres in Ottoman Turkey. A Disputed Genocide. The University of Utah Press, Salt Lake City 2005, ISBN 0-87480-849-9. (online auf: meforum.org)
- Eckhard Lisec: Der Völkermord an den Armeniern im 1. Weltkrieg – Deutsche Offiziere beteiligt? Carola Hartmann Miles-Verlag, Berlin 2017, ISBN 978-3-945861-54-7.
- Justin McCarthy: Death and Exile. The Ethnic Cleansing of Ottoman Muslims 1821–1922. 5. Auflage 2004, ISBN 0-87850-094-4.
- Cem Özgönül: Der Mythos eines Völkermordes – eine kritische Betrachtung der Lepsiusdokumente sowie der deutschen Rolle in Geschichte und Gegenwart der armenischen Frage (Mit einem Vorwort von Udo Witzens). Önel, Köln 2006, ISBN 978-3-933348-93-7.
- Annette Schaefgen: Schwieriges Erinnern – Der Völkermord an den Armeniern. Metropol, Berlin 2006, ISBN 3-938690-16-X (Zugleich Dissertation an der TU Berlin 2005; Reihe Dokumente, Texte, Materialien des Zentrum für Antisemitismusforschung der Technischen Universität Berlin, Band 60).
- Annette Schaefgen: Von der „treuen millet“ zum Sündenbock oder Die Legende vom armenischen Dolchstoß. Der Völkermord an den Armeniern im Ersten Weltkrieg. In: Wolfgang Benz (Hrsg.): Vorurteil und Genozid. Ideologische Prämissen des Völkermords Böhlau, Wien 2010, S. 35–59.
- Dominik J. Schaller, Jürgen Zimmerer (Hrsg.): Late Ottoman Genocides. The Dissolution of the Ottoman Empire and Young Turkish Population and Extermination Policies. Routledge, London 2009, ISBN 978-0-415-48012-3.
- Ronald Grigor Suny, Fatma Müge Göçek, Norman M. Naimark (Hrsg.): A question of genocide: Armenians and Turks at the end of the Ottoman Empire. Oxford u. a. 2011, ISBN 978-0-19-539374-3.
- Sibylle Thelen: Die Armenierfrage in der Türkei. Wagenbach, Berlin 2010, ISBN 978-3-8031-2629-0.
- Christopher J. Walker: Armenia: The Survival of a Nation, London 1980 (2. Auflage 1991, ISBN 0-415-04684-X) (Elektronische Version 1990, daraus besonders Kapitel 7 (Memento vom 28. Februar 2006 im Internet Archive)).
- Uǧur Ümit Üngör: Orphans, Converts, and Prostitutes: Social Consequences of War and Persecution in the Ottoman Empire, 1914–1923. In: War in History, April 2012, Vol. 19, No. 2, S. 173–192, JSTOR:26098428.